# Вавилон

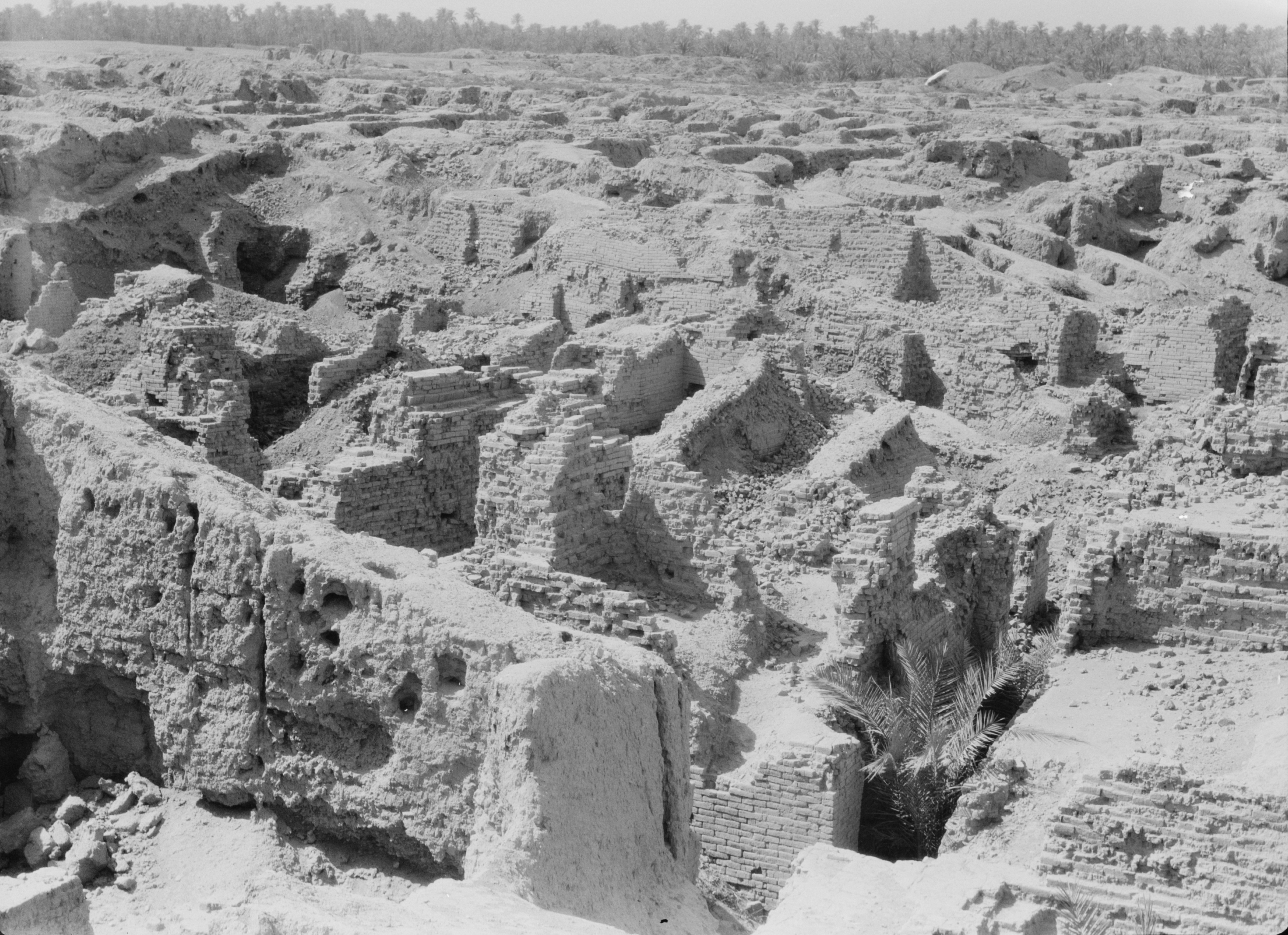
Руїни Вавило́на в 1932

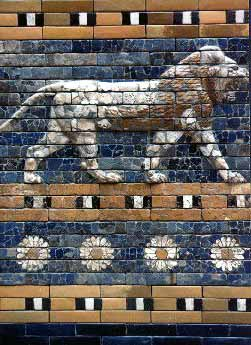
Деталі Брами Іштар

Вавило́н (від аккадського слова: Бабілі́м, що значить «брама богів») — столиця стародавньої Вавилонії, розташована на пологому березі в нижній течії річки Євфрат.
Частково перебудовані руїни міста знаходяться на території Іраку за 88 км на південь від Багдада й за 8 км на північ від Хілла.
Висячі сади Семіраміди, одне із семи чудес світу, яке, за легендою, збудував цар Навуходоносор своїй дружині Семіраміді, були споруджені на склепінчастому кам'яному фундаменті, єдиній кам'яній споруді в глинобитному місті. Вони утворювали серію терас і забезпечувалися водою за допомогою гідравлічної системи.

## Походження назви
Українська назва міста «Вавилон» є запозиченням із грецької мови (Βαβυλών) через старослов'янську. Оскільки запозичення відбувалося з візантійської мови (один з етапів розвитку грецької мови), то згідно з чинними тоді фонетичними нормами, літера β вимовлялася як [в], а не [б] (наприклад, Babylon /ˈbæbɪ.lɒn/ в англійській мові).
Історична назва міста втрачена, тому можливе походження топоніма Вавилон залишається темою обговорення серед шумерологів. Аккадська назва міста Бабілі (Bābili) записувалася через шумерограму KA2.DIG̃IR.RAKI (клинописом: 𒆍𒀭𒊏𒆠, складається з: 𒆍 [KA2] «брама» + 𒀭 [DIG̃IR] «бог, божество» + 𒊏 [RA] суфікс на позначення родового відмінка + детермінатив 𒆠 [KI] на позначення місця/міста/землі), що читалося як Кадінгірра або Кадімірра. Найближчим відповідником в шумерській мові була фраза kan diĝirak, дослівно — «брама богів». Тому більшість сходознавців XIX ст. вважали, що аккадська назва Бабілі є лише перекладом старої шумерської назви міста. До таких сходознавців належав, наприклад, Арчибальд Генрі Сейс. Проте нині цю версію спростовують, спираючись на той факт, що в писемних джерелах вперше трапляється назва Бабілім, а не Кадінгірра. На сьогодні домінують дві версії походження назви Вавилон: за першою, назва міста могла утворитися шляхом народної етимології, коли семітські народи (до яких належать прибулі аккадці) спробували пояснити стару назву міста, ймовірно несемітського походження (пам'ятаємо, що шумери, які жили тут до приходу аккадців, були несемітського походження), і підібрали найближче словосполучення зі своєї мови, що й утворило назву Кадінгірра, тому «брама богів» в цьому випадку лише випадковість; згідно з другою версією, це міг бути прямий переклад старішої назви, тобто до приходу аккадців місто вже існувало під назвою «брама богів».
На шумерське походження назви вказує цікава знахідка, яка зберігається в колекції Єльського університету. На одній із табличок згадується енсі (володар) міста Бабалі (BAR.KI.BAR), який побудував храм богу Мардуку (dAMAR.UTU). Мардук був покровителем Вавилона, тому можна припустити, що Бабалі — перша назва міста, тоді її можна порівняти із шумерським словом babbar, тобто «білий, осяйний».
Аккадські джерела підтримують народну версію назви. Наприклад, у вавилонському міфі про створення світу Енума Еліш походження назви Вавилон пояснюється так:
| 129. lu-ub-bi-ma Aum-[Au bdb-ili]KIa) R.ME8 DINGIR.ME8 GAL.ME~b | І назву я його Бабілі [Вавилон], «домівка могутніх богів» |
| 130. [ina] ni-piA-t[e um-ma]-ni ep-pu-[us-su]a                  | І збудую його з умілістю кращих майстрів                  |

У Біблії назва міста Вавилон згадується в легенді про Вавилонське стовпотворіння і тлумачиться від дієслова bilbél (בלבל, «перемішувати, збивати з пантелику»):
|               | І тому то названо ймення йому: Вавилон, бо там помішав Господь мову всієї землі. І розпорошив їх звідти Господь по поверхні всієї землі. |
| — (Бут. 11:9) | |

## Географічне розташування Вавилона та загальний опис руїн

### Фізико-географічна характеристика
Історичний Вавилон розташовувався в центральній частині Месопотамської низовини, а точніше — в південній її частині. У давнину русла Євфрату та Тигру тут пролягали паралельно (що й зумовлює прийняту серед науковців синонімічну назва цієї області — «Межиріччя» або «Дворіччя») і окремо впадали в Перську затоку, води якої тоді починалися значно північніше. Спочатку Вавилон був розташований на берегах одного з відгалужень Євфрату — каналі Арахту (аккад. Araḫtu), води якого текли з півночі на південь і губилися в пісках південно-західної пустелі. До I тисячоліття до н. е. Арахту перетворився в рукав великої річки і незабаром туди ж перемістилося основне русло Євфрату; назви Євфрат (аккад. Purattu) і Арахту стали синонімами.
Незначний похил долини і слабка оформленість русел великих річок спричиняли часті повені та паводки, результатом яких стало формування в Нижньому Межиріччі потужного шару річкових відкладів  — алювію. За умови використання відповідних технологій алювій вирізняється надзвичайно високою родючістю. Родючі річкові відклади та поява перших іригаційних систем сформувала економічну базу для виникнення в Межиріччі однієї з найдавніших цивілізацій в історії людства — шумерської. Заснування Вавилона, ймовірно, належить саме до шумерської епохи.
Природний ландшафт Нижнього Межиріччя складають пустельні пейзажі з розрідженою рослинністю з фінікових пальм, тамарикса, кураїв. Життя зосереджене здебільшого на берегах водойм. Вздовж річок, каналів, стариць ростуть різні види верб, особливо багато очерету. На ділянках сухих степів і напівпустель мешкають дрібні гризуни, варани, у давнину траплялися газелі, онагри (дикі віслюки), леви; в заболочених районах водяться кабани і багато різноманітних водоплавних птахів. Євфрат традиційно був багатий промисловими породами риб: коропом, сомом тощо. Діяльність людини, насамперед облаштування іригаційних споруд, зумовила значні зміни довкілля. Численні канали і відгалуження русла Євфрату зрошують широку річкову долину з алювіальними відкладами, озеленюючи її. Однак умови для життя тут, як і раніше, досить несприятливі: високі температури поєднуються з великою вологістю в районі боліт і стариць, великою кількістю шкідливих комах, особливо москітів і комарів — переносників малярії; а також інших небезпечних для людини тварин — змій, скорпіонів. Місцевий клімат жаркий тропічний, що характеризується аридністю.
Давньогрецький історик Діодор так описав джерело бітуму, що містилось у районі селища Хіт поблизу Вавилона, на місці сучасного Багдада: «Чимало дивовижних речей можна зустріти у Вавилонії, проте жодне з них не порівняти з виявленим тут джерелом нескінченної кількості бітуму».

### Опис руїн

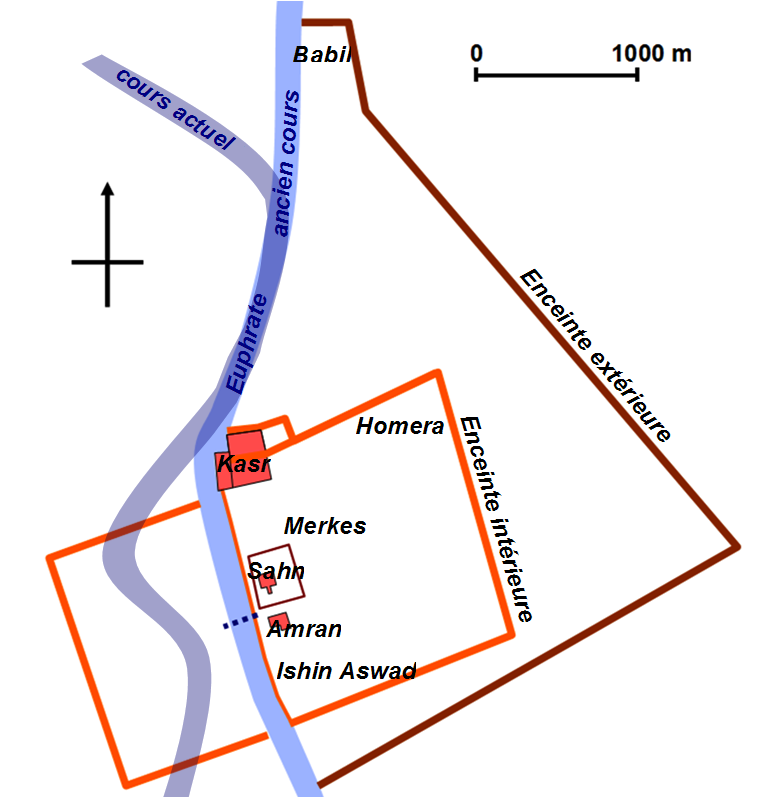
Спрощений план руїн Вавилона із зазначенням назв їх основних частин

Руїни Вавилону — це група пагорбів (тель), найважливіші з яких мають власні назви. До моменту запустіння Євфрат ділив Вавилон на дві частини — Західне і Східне місто. Пізніше русло великої річки змінилося, і тепер воно проходить через руїни Західного міста. Серед руїн Східного міста виділяється кілька ділянок, для яких використовують окремі арабські назви (при цьому приставку «тель-» часто опускають). Окремо стоїть пагорб Бабіль, розташований на північній околиці, у районі передмість. Традиційно виділяють такі ділянки:
- Тель-Бабіль (араб. بابل Babil — «Вавилон») — тель в північній частині пам'ятника. Тут розташований Літній (Північний) палац-фортеця Навуходоносора II.
- Тель-Каср (араб. قصر Qasr — «палац») — тель в північно-західній частині Східного міста. Тут розташовані руїни Південного палацу Навуходоносора, залишки (ймовірно) Висячих садів, Центральний палац-музей, фортифікаційні споруди.
- Тель-Меркес (араб. مركز Merkes — «центр») — розташований на південний схід від пагорба Каср. Здебільшого житлова забудова.
- Ес-Сахн (араб. صحن Sahn — «блюдо», мається на увазі плато) — плоска область в центральній частині руїн, що приховує перибол гігантського зикурата Етеменанкі[16].
- Тель-Амрані-ібн-Алі (Amran ibn Ali) — тель, що примикає з півдня до області Сахн. Приховує залишки храмового комплексу Есагіла.
- Ішан-ель-Асвад (також Ішин-Асвад, Ishin Aswad) — зольний пагорб (ішан) в південній частині Східного міста. Тут розташовані храми Ішхари, Нінурти, приватна забудова.
- Тель-Хомера (Homera) — тель у північно-східній частині Східного міста. Приватна забудова, у тому числі елліністичного часу, грецький театр.

Зараз руїни Вавилона примикають до околиці міста Хілла, столиці провінції Бабіль. Археологічні розкопки та будівельна діяльність сильно змінили вигляд пам'ятки. Археологи оголили залишки багатьох будівель верхнього шару — будинків і храмів, захисних споруд тощо. За правління Саддама Хусейна у Вавилоні вели реконструкцію: відбудували багато будинків Теля Каср, храм Емах (в честь богині-матері Нінмах) та деякі інші споруди. У безпосередній близькості від руїн звели палац іракського лідера.

## Історичні відомості

Вавилонська вежа, поширений сюжет у мистецтві Середньовіччя і Нового часу, який відображає біблійні уявлення про історію міста. З картини Пітера Брейгеля старшого.
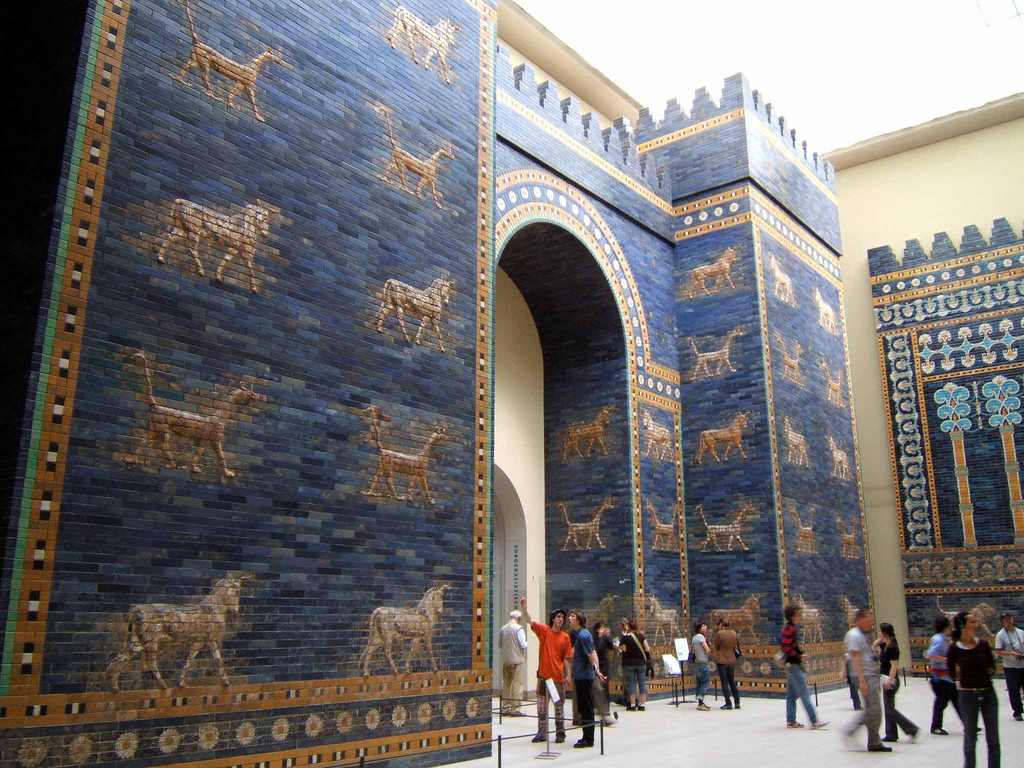
Реконструкція брами Іштар у Пергамському музеї.
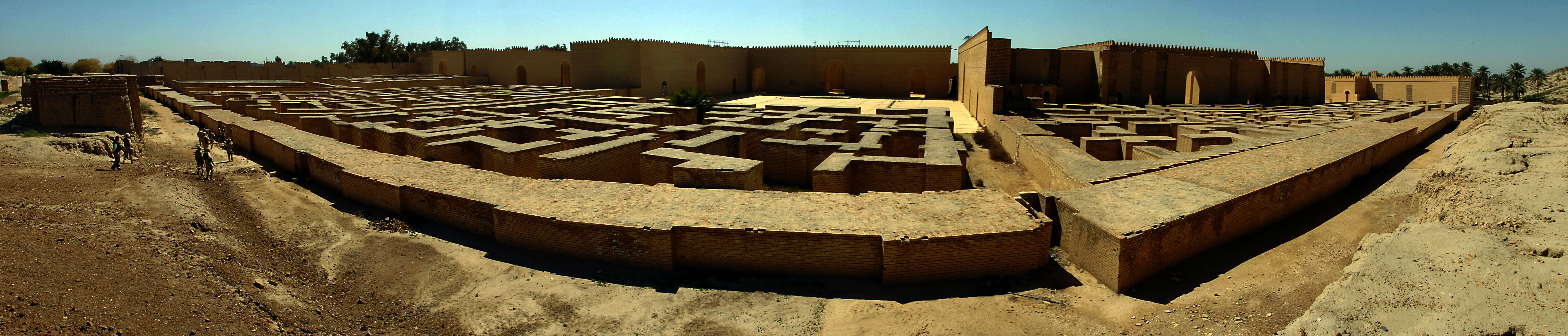
Руїни Вавилона — сучасний вигляд.
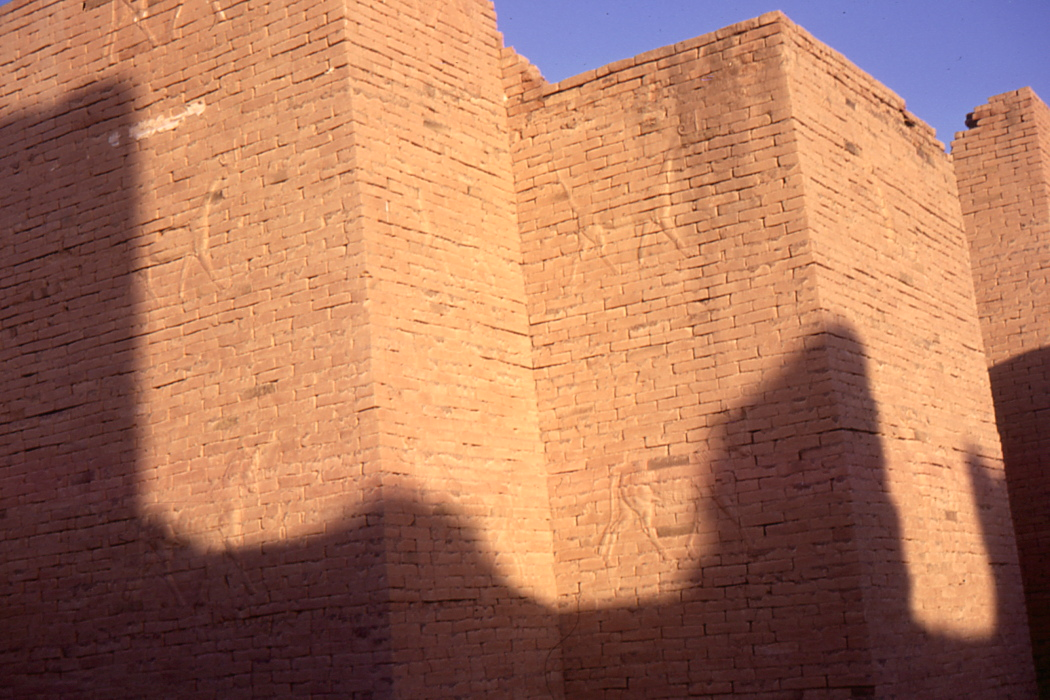
Укріплення основної частини Вавилона в 1970 році.
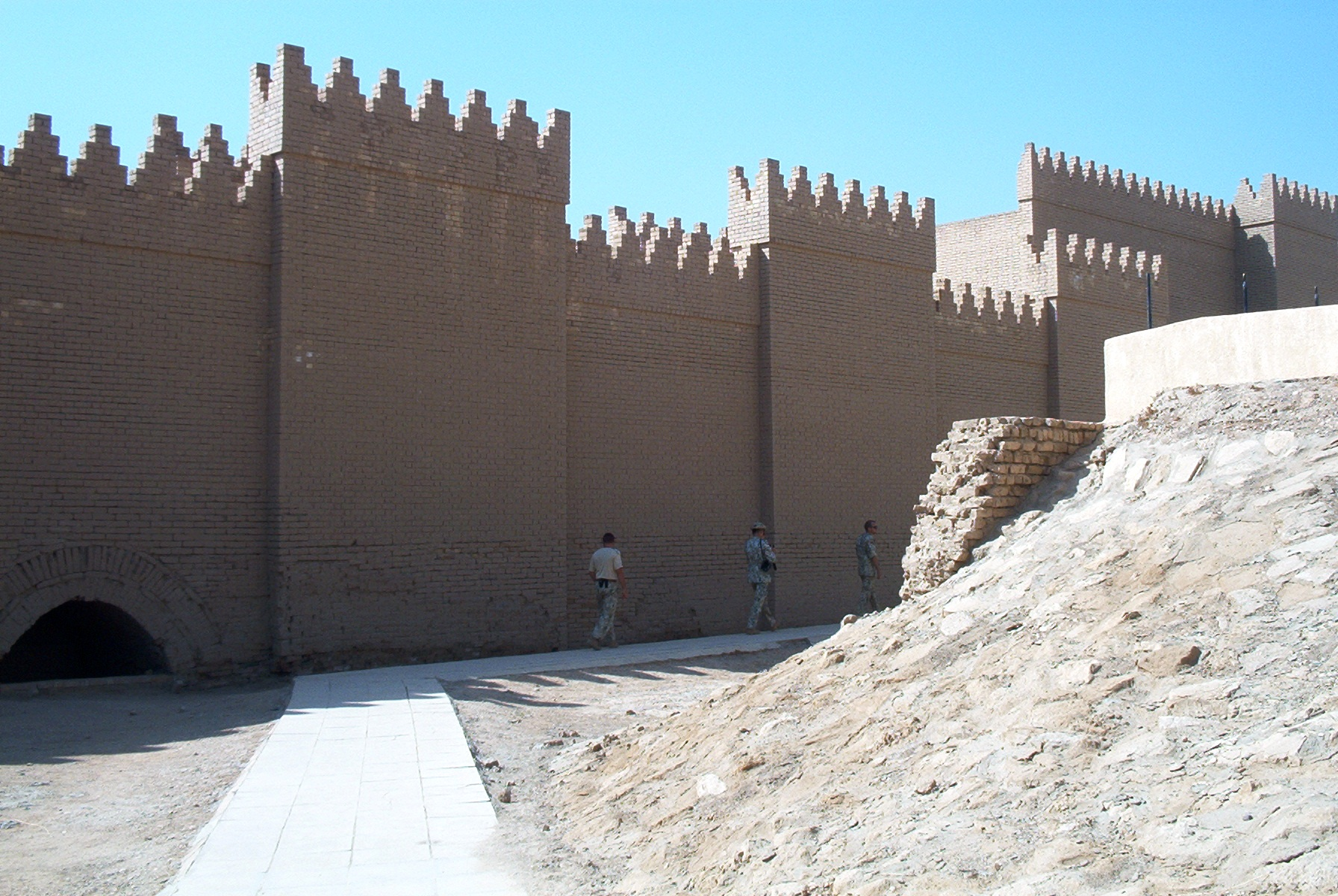
Стіни після сучасної реставрації.

### Рання історія
Існують припущення про дуже стародавнє, навіть дошумерське (протоєвфратське) походження топоніму «Вавилон», проте достовірних відомостей про час заснування міста немає: через високий рівень ґрунтових вод археологи не можуть дослідити нижні шари пам'ятки . На сьогоднішні найдавніші знахідки з Вавилона датуються часом близько 2400 року до н. е.. У письмових джерелах того часу згадується про таку собі міську громаду (читання топоніму невизначене) з незалежним енсі та головним святилищем на честь шумерського бога  Амар-Уту/Амаруту  (= аккадський Мардук). Вважається, що в ранньодинастичний період Вавилон існував, але був незначним містом, центром невеликого «нома» в рамках системи шумерських міст-держав .
У XXIV-XXII ст. до н. е. територіальні утворення Стародавнього Межиріччя були об'єднані під владою династії Аккад; до часу правління царя Шаркалішаррі (початок XXII ст. до н. е.) належить і перша достовірна згадка про Вавилон (під шумерским ім'ям Кадингірра) в письмових джерелах. З напису Шаркалішаррі слідує, що Кадингірра була одним із підлеглих міст аккадської держави і що цар вів там культове будівництво. Після короткочасного періоду панування гутіїв землі Стародавнього Межиріччя були об'єднані в рамках нової близькосхідної держави: Шумеро-Аккадського царства III династії Уру (XXII—XXI ст. до н. е.). З господарських документів того часу відомо, що Вавилон/Кадингірра був одним з провінційних центрів, що управлявся окремим енсі та платив податок — «балу» на користь столиці.
Крах Шумеро-Аккадського царства на рубежі III—II тис. до н. е. супроводжувалося переселенням на землі Стародавнього Межиріччя численних напівкочових громад амореїв. На початку II тис. до н. е. аморейське плем'я яхрурум захопило Вавилон і зробило його своєю столицею.

### Давньовавилонський період (бл. 1894— бл. 1595рр. до н.е.)
Створене амореями Вавилонське царство спочатку було невеликим і займало територію вздовж каналів Арахту та Апкаллату (західні відгалуження Євфрату). Основне населення цих місць — нащадки шумерів та аккадців — поступово злилися в єдину народність вавилонян і асимілювали завойовників-амореїв.
З перших років свого існування нова держава була втягнута в запеклі війни з сусідніми племенами і «номами» Південного Межиріччя; з цієї причини вже ранні правителі з I (аморейської) династії надавали великого значення обороноздатності Вавилона. Датувальні формули Сумуабума, Суму-ла-Еля іта Апіль-Сіна, згадують про будівництво укріплень навколо міста і війни з сусідами. Аморейські царі активно зводили і перебудовували храми в столиці: відомо про спорудження і оновлення святилищ на честь Нінісіни, Нанни, Адада, Іштар та інших божеств шумеро-аккадського пантеону. Особлива увага завжди приділялася Есагілі — головному і ймовірно найдавнішому храму Вавилона, присвяченому покровителю міста богу Мардуку (шум. Амар-Уту). Використовуючи складну дипломатію, армію та вигідні позиції міста в регіональній торгівлі, ранні аморейські правителі змогли за сотню років перетворити Вавилон на столицю найсильнішого царства на території області Аккад. Доленосним для історії міста виявилося правління царя Хамурапі (1793-1750 рр. до н. е.), який зумів за кілька десятиліть підпорядкувати всі основні міста Стародавнього Межиріччя і створити нову велику державу. З цього часу місто переживає бурхливе зростання, його розміри з часом перевершують розміри міста Ур — столиці Шумеро-Аккадського царства. Джерела свідчать про активне культове будівництво у Вавилоні, зведення палаців; місто було важливим релігійним центром Стародавнього Межиріччя, зосередженням економічного, політичного та культурного життя регіону. Передбачається, що Вавилон у той час не мав регулярної забудови, але вже тоді він займав обидва береги каналу Арахту, що поділяв Вавилон на Західне і Східне місто.
До кінця XVII століття до н. е. Вавилонське царство вступило в смугу кризи, чим скористалися його войовничі сусіди. Близько 1595 року до н. е. війська Хетського царства завдали поразки Вавилонії; місто було розграбоване і піддане руйнуванням, аморейська династія повалена, а царство знищене.

### Середньовавилонський період (близько 1595- бл. 1004рр. до н.е.)

#### Каситський Вавилон (III династія)
Після розгрому, вчиненого хеттами та їхніми союзниками, Вавилон став здобиччю інших завойовників. На початку XVI століття до н. е. його ймовірно захопив Гулькішар — правитель Країни Моря на півдні Межиріччя, потім у місті зміцнилися касити — гірські племена, які заснували там власну (III) династію. Каситське царство Кардуніаш зі столицею у Вавилоні з самого початку було великою державою, за наступних правителів його територія значно розширилася і Вавилон став столицею нової близькосхідної держави. Як і амореї, касити поступово асимілювалися з корінним населенням країни — вавилонянами, розчинившись в культурному середовищі Стародавнього Межиріччя.
Із правлінням III династії дослідники пов'язують масштабні зміни в житті Вавилона, проте подробиці цих змін залишаються неясними: в каситський час спостерігається загальний спад у міській культурі регіону, кількість письмових джерел зменшується. Найімовірніше, місто продовжувало бурхливо розвиватися навіть незважаючи на перенесення царської резиденції в Дур-Курігальзу. За III династії Вавилон, як і деякі інші центри Стародавнього Межиріччя, набув регулярного плану. Відтепер місто було оточено «класичною» прямокутною стіною І́мгур-Енлі́ль (і можливо «валом» Не́мет-Енлі́ль), його територія ділилася на десять округів/кварталів, основні вулиці перетиналися під прямим кутом. Нові межі Вавилона охоплювали територію, яка значно перевершує площу міста за аморейської династії, однак деякі з включених у межі поселення земель тривалий час не були належно освоєні. Каситські царі, безсумнівно, вели якесь культове будівництво в Вавилоні, про масштаби якого можна лише робити припущення. З цим же часом ассиріологи пов'язують і діяльність місцевого жрецтва зі синкретизації міфології і релігії Стародавнього Межиріччя, вибудовування віровчення навколо головного місцевого бога Мардука, який все частіше іменується «Белом» (аккад. «Господь»). Велика кількість храмів, зв'язок з найбільш значущими культами й важливе ідеологічне значення зумовили те, що вже в той час жителі Стародавнього Межиріччя могли сприймати Вавилон як священне місто, престиж якого був дуже високий.
Для Південного Межиріччя середньовавилонського періоду характерне поступове ослаблення центральної влади: каситські роди, які захопили країну, володіли певною автономією у відносинах з царським палацом, особливо у фінансовій сфері; згодом кількість осіб, які отримували іммунітетні грамоти  (кудурру),  неухильно зростала, а це спричиняло деградацію державної системи. До кінця XIII ст. до н. е. царство Кардуніаш вступило в смугу кризи, його військова міць ослабла, чим скористалися войовничі сусіди. Близько 1223 року до н. е. війська царя Ассирії Тукульти-Нінурти I зайняли Вавилон; стіни міста були зруйновані, частина мешканців страчена або взята в рабство, храми розграбовані (в тому числі відвезений ідол Мардука), цар потрапив до полону; протягом 7 років Вавилон перебував під ассирійським пануванням. У середині XII ст. до н. е. країна зазнала небувалого спустошення: війська Еламського царства, які перебували на піку могутності, завдали жорстокої поразки силам країни Кардуніаш. Близько 1158 року до н. е. Шутрук-Наххунте захопив Вавилон і скинув Забаба-шум-іддіна; фактично Вавилон став підпорядкований Еламу. Спроба повстання під керівництвом Еллільнадінаххі/Еллільшумуцура спровокувала новий спустошливий похід: Вавилон знову піддався грабункам і руйнації, останній правитель III династії був забраний в полон, а царство Кардуніаш фактично перестало існувати.

### Нововавилонське царство

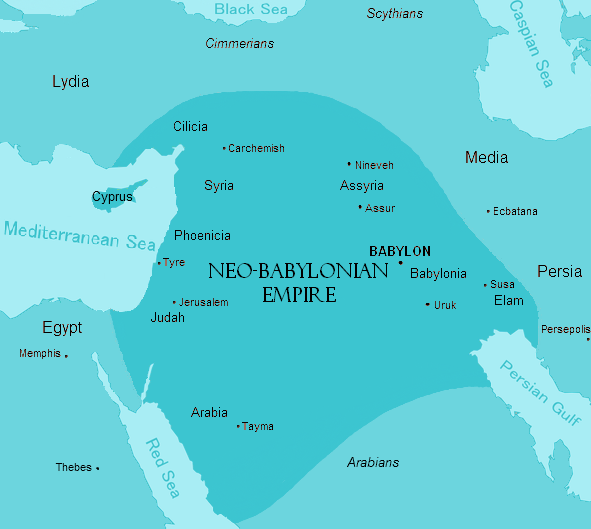
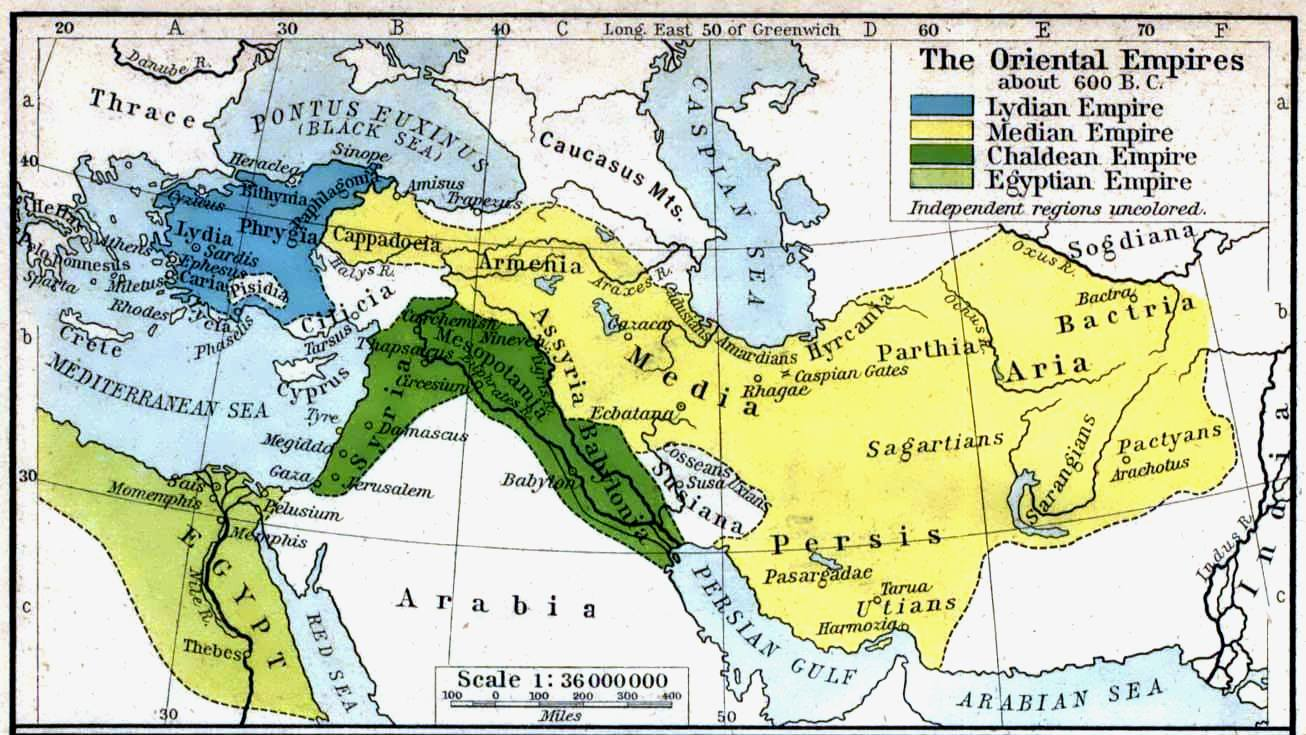

До 626 до н. е. Вавилон перебував під владою північного сусіда — Ассирії. Однак ассирійський намісник Набопаласар, з халдейського племені, вирішив відокремитись від Ассирії й стати самостійним правителем. Спочатку лише північна частина Вавилонії була ним підкорена. Тільки до 615 до н. е. вдалося завоювати більшість усіх вавилонських земель, у тому числі великі міста Урук і Ніппур, створивши Нововавилонське царство. Набопаласар сприяв падінню Ассирії та розділенню ассирійських теренів разом з мідійським правителем Кіаксаром.
За наступного нововавилонського царя, Навуходоносора II, велись успішні війни з Єгиптом (захоплено більшу частину Сирії та Палестини, а також усю Фінікію). За часів його правління Юдея стала провінцією нововавилонської держави. Двічі, у 597 до н. е. та 586 до н. е., доводилось підкорювати юдейську землю (востаннє було зруйновано Єрусалим).
Після Навуходоносора деякий час відбувались палацові перевороти, в результаті яких до влади прийшов Набонід. На початку його правління возвеличилась і стала сильною імперія Ахеменідів. Вавилонський цар намагався вести війни проти Кіра II разом з Лідією та Єгиптом.
У 539 до н. е. Вавилон захопили перси й увійшов до складу держави Ахеменідів. Падінню Нововавилонської держави сприяло невдоволене населення Вавилонії, зокрема, підкорені юдеї. Відтоді Вавилон припинив своє існування як держава.

### Вавилон під владою Персії

Карта вавилонських територій

У 539 до н. е. Нововавилонське царство захопив Кір Великий, цар Персії. Аби ввірватися до Вавилона, Кір Великий вдався до безпрецедентного військового маневру. Вавилон був оточений величезними недоступними стінами. Проте через місто протікала річка Євфрат. У тих місцях, де річка входила в межі міста та виходила з них, були розташована  металева брама. Вони були розташовані прямо над рівнем води, так що ніхто не міг пробратися в місто через них, не пірнувши під воду. Кір Великий вдався до такого плану. Коли в місті готувались до святкування великого свята, Кір Великий наказав своїм воїнам прокопати обхідний канал вздовж Євфрату. Увечері тимчасову дамбу прорвали, і вода з Євфрату стрімко пішла обхідним каналом, русло Євфрату обміліло. Під захистом нічної темряви армія Кіра Великого пробралась по багну під воротами і увірвалась до Вавилона. Місто швидко захопили. Причому напад було скоєно так, що більшість населення і не підозрювала про нього до останнього моменту. Розповідь про це можна знайти в творах Геродота та на сторінках Старого Завіту. Кір заявляв, що пробрався в місто через ворота, коли більшість вавилонян були п'яні.

Пізніше Кір дозволив євреям, які були у вавилонському полоні, повернутись на батьківщину. Він також дав згоду на те, щоб вони відбудували свій храм в Єрусалимі. На це є підтвердження у Біблії, 2 Хронік, 36:22-23 —
|  | А першого року Кіра, царя перського, коли сповнилось слово Господнє, проречене устами Єреміїними, збудив Господь духа Кіра, царя перського, і він оголосив по всьому царству своєму, а також на письмі, говорячи: — Так говорить Кір, цар перський: Усі земні царства дав мені Господь, Бог Небесний, і Він наклав на мене збудувати Йому храма в Єрусалимі, що в Юдеї. Хто між вами з усього Його народу, нехай буде Господь, Бог його, з ним, і нехай він іде до Єрусалиму! |

Під час правління Кіра та Дарія І Великого Вавилон був столицею 9-ї сатрапії. Місто продовжувало бути центром освіти та науки.
За Ахеменідів було відроджено вавилонську астрономію та математику. Вавилонські науковці завершили складати карту сузір'їв. Місто було адміністративним центром Перської імперії, яка на той час була найсильнішою в усьому відомому тоді світі.
Перські царі намагались підтримувати релігійні церемонії Мардука, але за Дарія III через податкову політику та безперервні війни основні храми Вавилона та його канали було занедбано.
У 552, 521 та 482 до н. е. відбулися збройні повстання, проте Вавилон залишився під перською владою.
У 331 до н. е. у Вавилоні з'явився новий володар — Александр Македонський.

## Пошуки руїн міста
Клавдій Джеймс Річ, «Спогади про руїни Вавилону» (1815 рік).

### Перші відомості та спогади мандрівників
Насправді Вавилон ніколи не зникав і його розташування залишалося відомим. Попри невелику плутанину через міста Борсіппу та Дур-Курігальзу, чиї зикурати нагадували Вавилонську вежу, одна з частин міста зберігала стару назву — Бабіль, тому і місцеві жителі, й іноземні мандрівники досконало знали про руїни і їхню історію.
Про Вавилон згадують ще античні історики, правда їхні дані зазвичай перебільшені або спираються на міфологічні сюжети. Це пов'язано насамперед із тим, що вони вже не застали Вавилонію. Наприклад, про Вавилон пише Філон Візантійський у своїй праці «Про сім чудес світу», де описує сади Семіраміди та саме місто, але його дані неточні та перебільшені.
Одне античне джерело, що хоча й дійшло до нас фрагментами й крізь цитати з інших джерел, вважається найточнішим. Це історія Вавилонії, написана вавилонянином, на ім'я Берос. Він був жерцем Мардука і створив розгорнуту хронологію Вавилона на замовлення Антіоха I Селевкіда. Проте це не звичайна хронологія, а радше вступ до вавилонської культури, щоб ознайомити із нею греків.
Відомості про Вавилон знаходяться і в арабських джерелах, але в основному вони обмежуються лише згадкою про Вавилон, почасти — коротко описуються руїни. У X ст. Вавилон відвідав Абу-ль-Касім Ібн-Хаукаль ан-Насибі, який він описав у своїй роботі «Книга картини землі». За його свідченнями у місті ще досі живуть люди, проте воно більше скидається на село. Він писав: «Бабіль — це невеличке селище, але найстаріше в усьому Іраку. Через нього увесь регіон називають Бабіль».

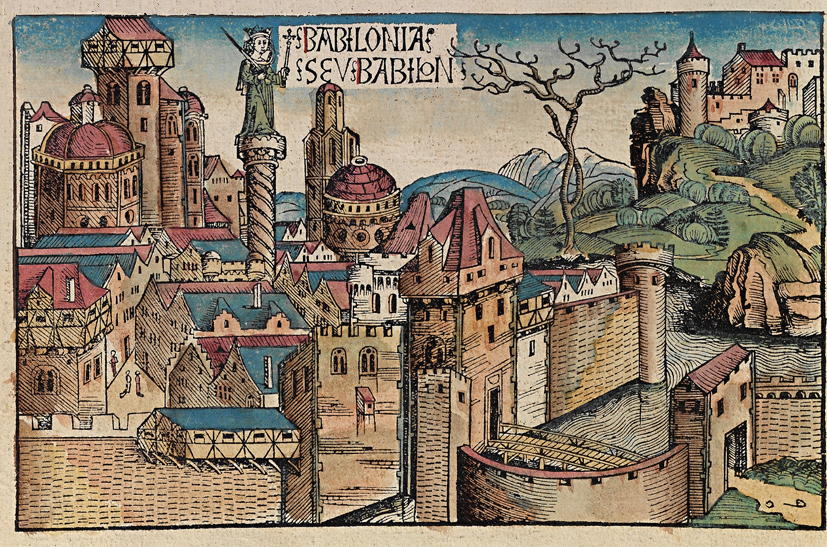
Вавилон, зображення із «Нюрнберзької хроніки». 1493 рік.

Окрім арабських та античних джерел, інформацію про Вавилон запозичували зі святих книг юдаїзму та християнства. Саме звідти з'явилися розповіді про Вавилонську вежу, Вавилонське стовпотворіння, сади Семіраміди. У цих джерелах знаходимо інформацію про легендарних цариць Семіраміду та Нітокріс, а також про реальні персоналії того часу — Навуходоносора, Валтасара тощо. Можливість на власні очі побачити Вавилон і знайти Вавилонську вежу розбурхувала уяву мандрівників з усього світу.
Першим європейцем, хто побував у Вавилоні, став рабин Веніамін Тудельський. Він двічі подорожував до Вавилона у період між 1160 і 1173 роками. Веніамін залишив спогади про палац Навуходоносора II (скоріше за все мається на увазі Літній палац), зробив деякі заміри й описав громаду юдеїв, які проживали неподалік і «молилися в синагозі, яку збудував ще сам Даниїл». Він також писав, що знайшов Вавилонську вежу, але насправді сплутав її із руїнами зикурату в місті Борсіппа.
24 жовтня 1574 року під час своєї подорожі до Багдаду, до Вавилона прибув Леонард Раувольф, лікар з Аугсбурга. Дослідника дуже засмутили розходження біблійської оповіді з реальністю: замість родючих і багатих земель, Леонарда зустріли сухий гарячий вітер пустелі й занедбані руїни. Він побачив залишки мосту, ймовірно легендарний міст через Євфрат, про який писав Геродот, і який пізніше знайшли під час розкопок. Крім того, він описав великий палац, який він побоявся відвідати через змій та скорпіонів, і про руїни Вавилонської вежі, які він сплутав із руїнами зикурату в Дур-Курігальзу. Аналогічну помилку із зикуратом у Дур-Курігальзу зробив англійський купець Джон Елдред, який відвідав Вавилон наприкінці XVI століття.
У 1616 році Вавилон відвідав відомий італійський мандрівник П'єтро делла Валле, який прославився тим, що привіз перші зразки клинописних написів до Європи. Він залишив опис будівель і цегли, з якої вони складалися.
У XVII столітті зросло зацікавлення Вавилоном, його відвідують відомі мандрівники Карстен Нібур та П'єр Жозеф де Бошам. Спогади Бошана, перекладені англійською мовою у 1792 році, зацікавили британську Ост-Індійську компанію. Компанія спорядила декілька експедицій в Багдад і Басру, щоб розшукати месопотамські реліквії та доставити їх у Лондон.

### Перші археологічні дослідження

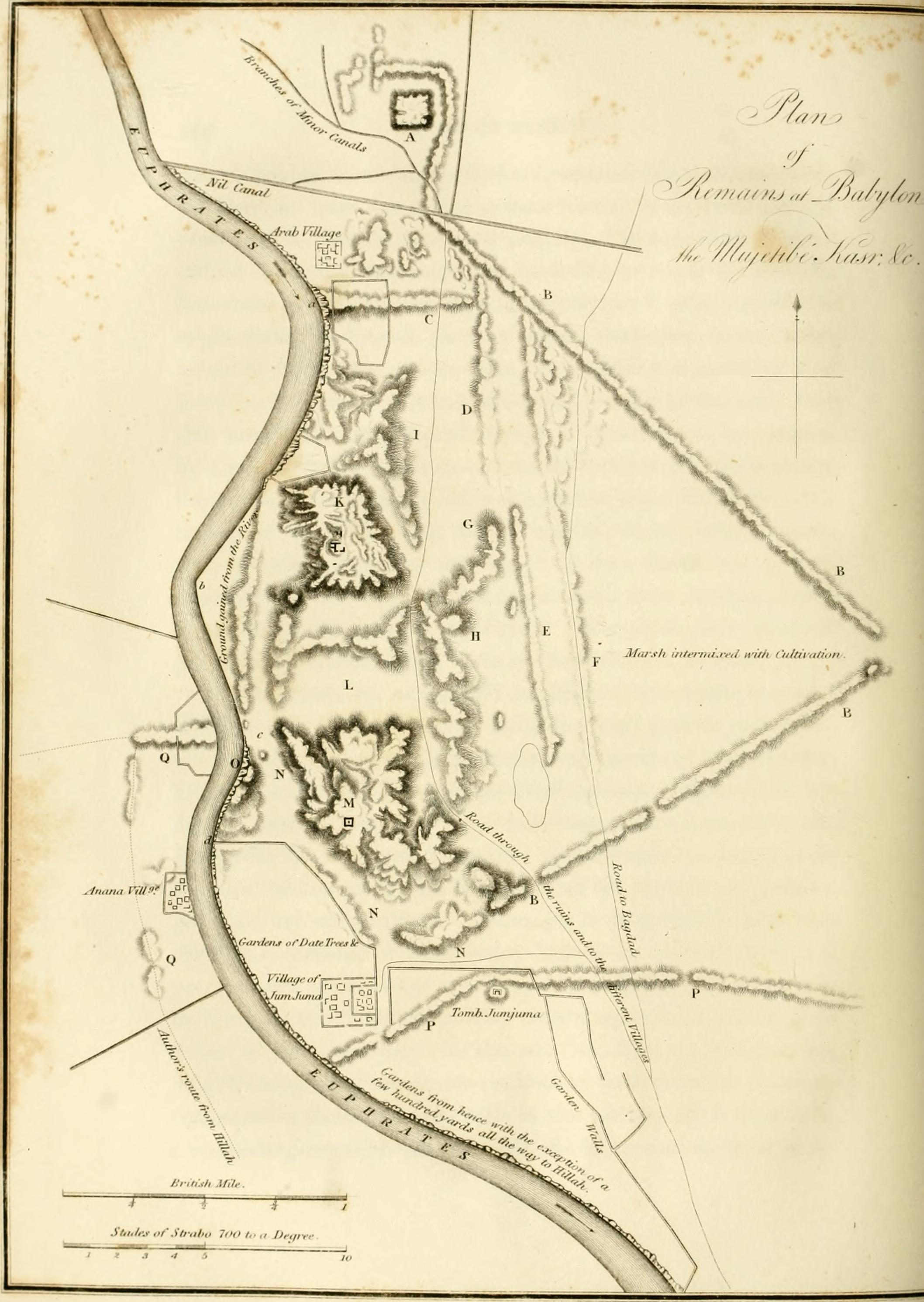
План руїн Вавилона, тель Каср. Автор — Роберт Кер Портер, 1821 рік.

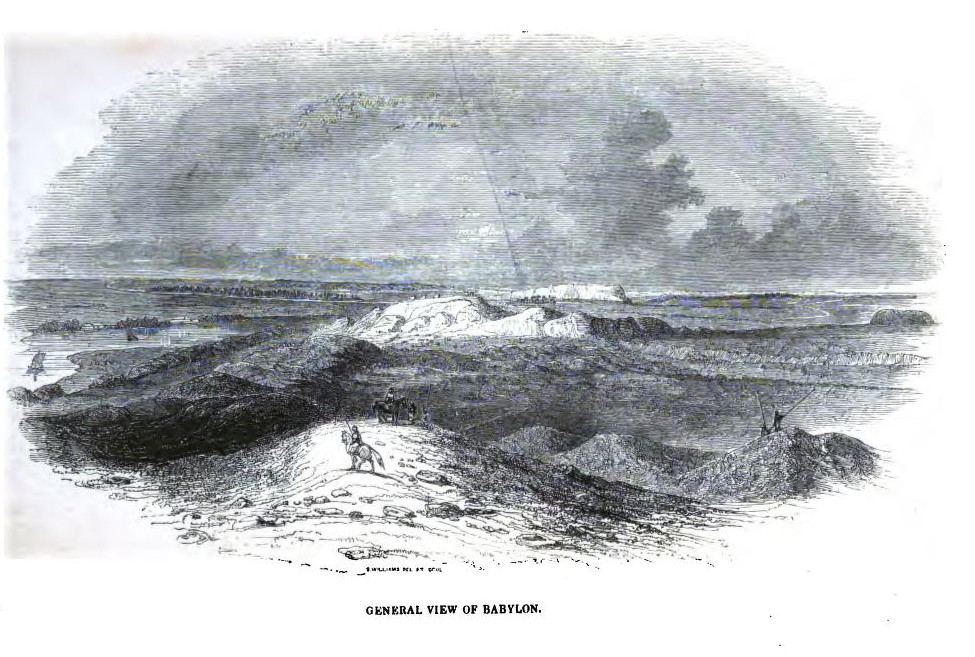
Вид на руїни Вавилона, малюнок. «Спогади про руїни Вавилона», Клавдій Джеймс Річ. 1818 рік.

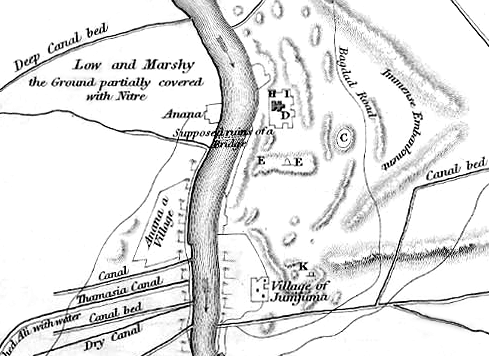
Руїни Вавилона, мапа була складена в 1829 році перед проведенням розкопок. Під час розкопок Ормуз Рассам знайшов Циліндр Кіра в телі Амрані-ібн-Алі (на карті позначений літерою Е), там де пізніше розкопали храмовий комплекс Есагіла.

У грудні 1811 року на прохання Ост-Індійської компанії до Вавилона приїздить Клавдій Джеймс Річ. Дипломат, знавець багатьох східних мов (турецької, перської, арабської та івриту) і антиквар, він із захопленням почав дослідження видимих руїн Вавилона. Річ перший дав назву усім пагорбам (телям), згідно із місцевими назвами, і провів розкопки на телі Бабіль. Під час свого перебування у Вавилоні, Річ склав перші детальні плани міста, замалював руїни, зробив заміри деяких об'єктів. Він також відкопав Лева Вавилона і знайшов декілька артефактів. Усі свої спостереження він вклав у дві роботи «Спогади про руїни Вавилона» та «Другі спогади про руїни Вавилона». За весь час Річ двічі розкопував Вавилон у 1811—1812 та у 1817 році.
У 1818 році Вавилон відвідав англійський художник Роберт Кер Портер. Під час свого перебування він знайшов декілька артефактів і описав свої враження в книзі, які проілюстрував власними малюнками, чим тільки більше розіграв зацікавлення Вавилоном в Європі.

У 1827 році Вавилон відвідав британський офіцер та мандрівник Роберт Мігнан, він описав місто і зібрав додаткові дані про його розміщення. Вільям Лофтус, відомий британський геолог, відвідав Вавилон у 1849 році, описав значення рік та зміну їх русел. 

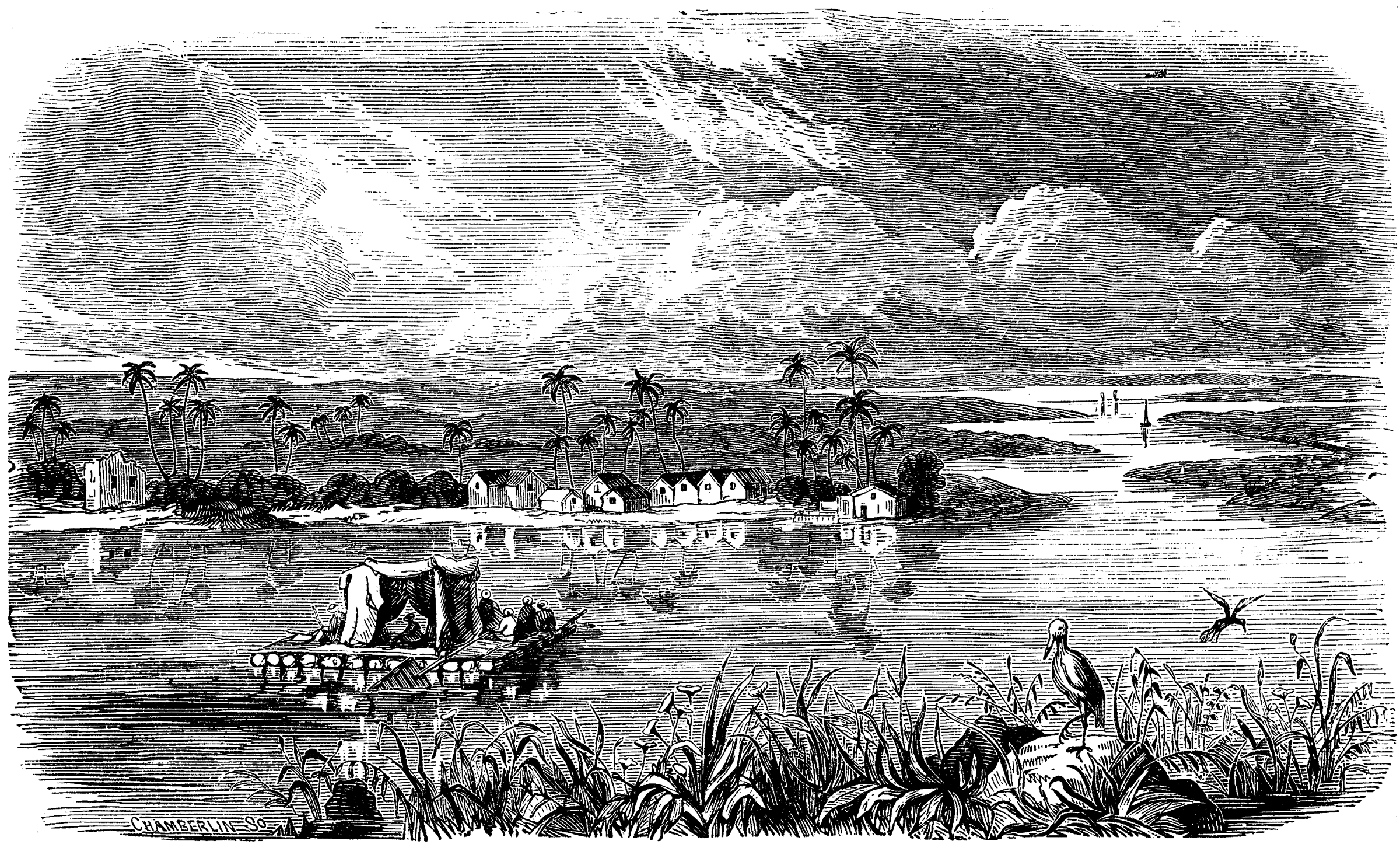
Місце, де у 1855 році відбувся «Інцидент в Аль-Курна». Малюнок 1885 року.

На початку XIX століття постав новий научний напрям вивчення Стародавнього Сходу — ассирологія. Незрозумілі знаки на глиняних табличках, які були привезені мандрівниками в минулому, почали детально вивчати. Під час аналізу виявилось, що це окремий вид письма, так званий клинопис. Ключ до дешифрування клинописного письма винайшов вчитель німецького ліцею Георг Гротефенд. Але остаточно клинопис дешифрували лише в середині XIX ст. Це зробили норвежець К. Лассен, француз Ежен Бюрнуф, та англієць Генрі Роулінсон. Ці науковці скористались сенсаційною знахідкою Генрі Роулінса — Бехістунським написом, якого було викарбувано на прямовисній Бехистунській скелі в іранській долині за наказом царя Дарія І. Відтепер в арсеналі дослідників з'явився цілий пласт літературних пам'яток, які залишили жителі давньої Месопотамії. Розкопки давніх міст тільки примножували кількість писемних пам'яток у розпорядженні науковців, зокрема і про Вавилон.
У 1850 році до Вавилона приїхали Поль-Еміль Ботта і Остін Генрі Лаярд, відомі своїми розкопками месопотамських міст, насамперед розкопками Ніневії та відкриттям більшої частини бібліотеки Ашшурбаніпала. Ботта і Лаярд провели розкопки на телях Бабіль, Каср та Амрані-ібн-Алі, однак їм не вдалося скласти більш-менш цільну картину розташування будівель. У першу чергу цьому завадили як значна площа пам'ятки, так і пошкодження культурного шару, які виникли через місцевих жителів, які розкрадали цеглу з руїн міста. На вершині теля Бабіль були знайдені численні поховання, проте їх не вдалося віднести до якої-небудь епохи, ймовірно що вони відносилися до ранньої історії міста. Через брак знахідок розкопки припинилися.
Французька експедиція на чолі із Фульгенсом Френелєм провела перші найбільші розкопки Вавилона з 1852 по 1854 рік. Разом зі своїми асистентами Юліусом Опертом та Феліксом Томасом вони знайшли і розкопали велику кількість артефактів із різних частин міста. На жаль, більша частина предметів була втрачена в травні 1855 року, коли вони намагалися переправити через Тигр 200 ящиків із артефактами. Під час «Інциденту в Аль-Курна» на плот напали пірати і він затонув разом з усім вантажем. У травні 1856 року під час рятувальної місії були підняті 80 ящиків і відправлені до Гавру. Інші спроби знайти втрачені артефакти із місії Френеля, включаючи японську експедицію 1971—1972 рр., були марними.
Генрі Роулінсон, відомий як дешифрувальник перського клинопису, відвідав Вавилон у 1854 році, але не затримався там надовго. У 1962 році французький дипломат Пацифік-Генрі Делапорт знайшов парфійську могилу. Всі знайдені в ній артефакти він відправив до Лувру.
Наступні значні розкопки у Вавилоні проводив Ормуз Рассам, якого у Вавилон направив Британський музей. Роботи почалися у 1876 року і тривали аж до 1882. Місцеві жителі, які до цього збирали цеглу з місця розкопок, почали розкрадати й перепродавати то, що вони знаходили. Не зважаючи на велике розкрадання і значні пошкодження через дикунські методи проведення археологічного дослідження, Рассам все таки зміг розкопати і перевезти велику кількість визначних знахідок, наприклад Маніфест Кіра.
Для того, щоб зупинити розкрадання на розкопках, Британський музей направив Е. А. Уоліса Баджа, який зміг домовитися із місцевими перекупниками, що всі глиняні таблички, печатки і особливо цінні артефакти вони продаватимуть музею. Через сварки із місцевими робітниками, розкопки періодично закінчувалися і розпочиналися знову, аж доки у 1897 році Вавилоном не зацікавилися німці.
Іракські археологи виявили сотні артефактів у Вавилоні, включаючи кераміку, клинописні таблички та печатки. Ці знахідки можуть розкрити нові аспекти життя вавилонян. Розкопки також виявили сліди сасанідської епохи, що свідчить про багатошаровість культурної спадщини.

### Новий етап вивчення і розкопки Німецького східного товариства

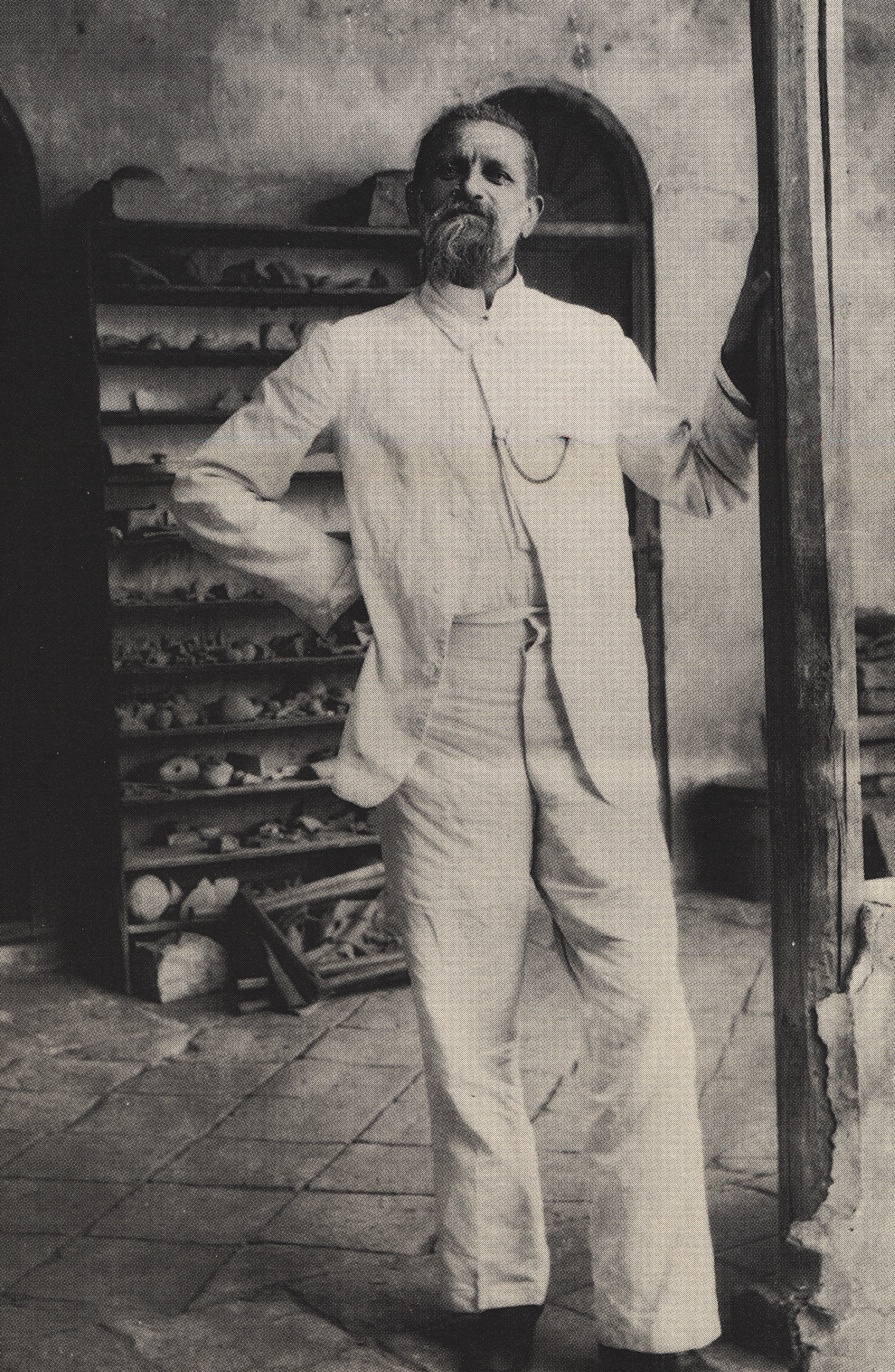
Роберт Кольдевей (1855—1925) на фоні складу зі своїми знахідками у Вавилоні. Дата невідома, автор — Гертруда Белл.

Пошуковий котлован німецької експедиції на телі Каср. 30 серпня 1919 року, автор — Роберт Кольдевей.

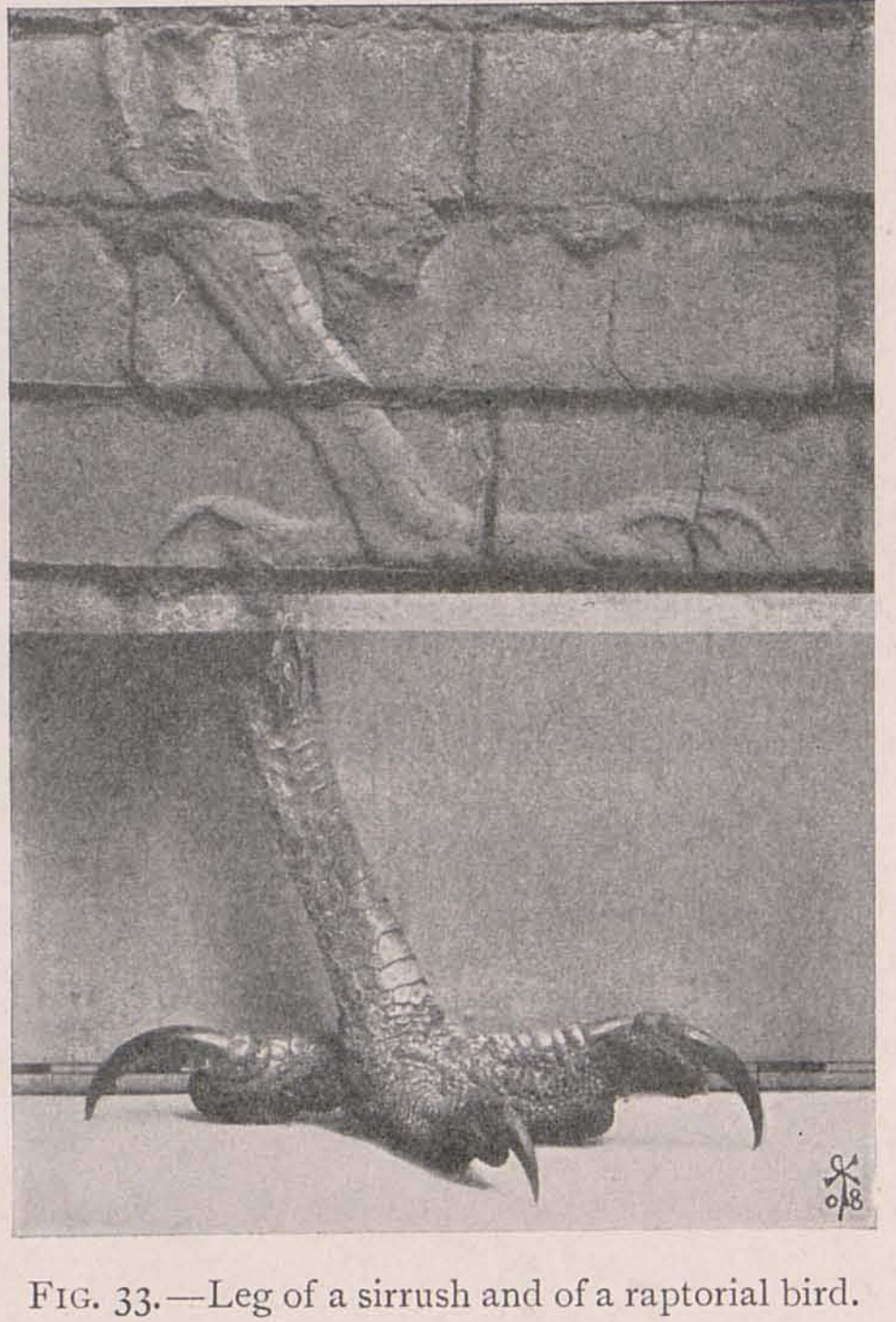
Порівняння лапи драконоподібної істоти мушхушшу, зображеної на Брамі Іштар, із хижим птахом. «Розкопки у Вавилоні», Роберт Кольдевей, 1914 рік.

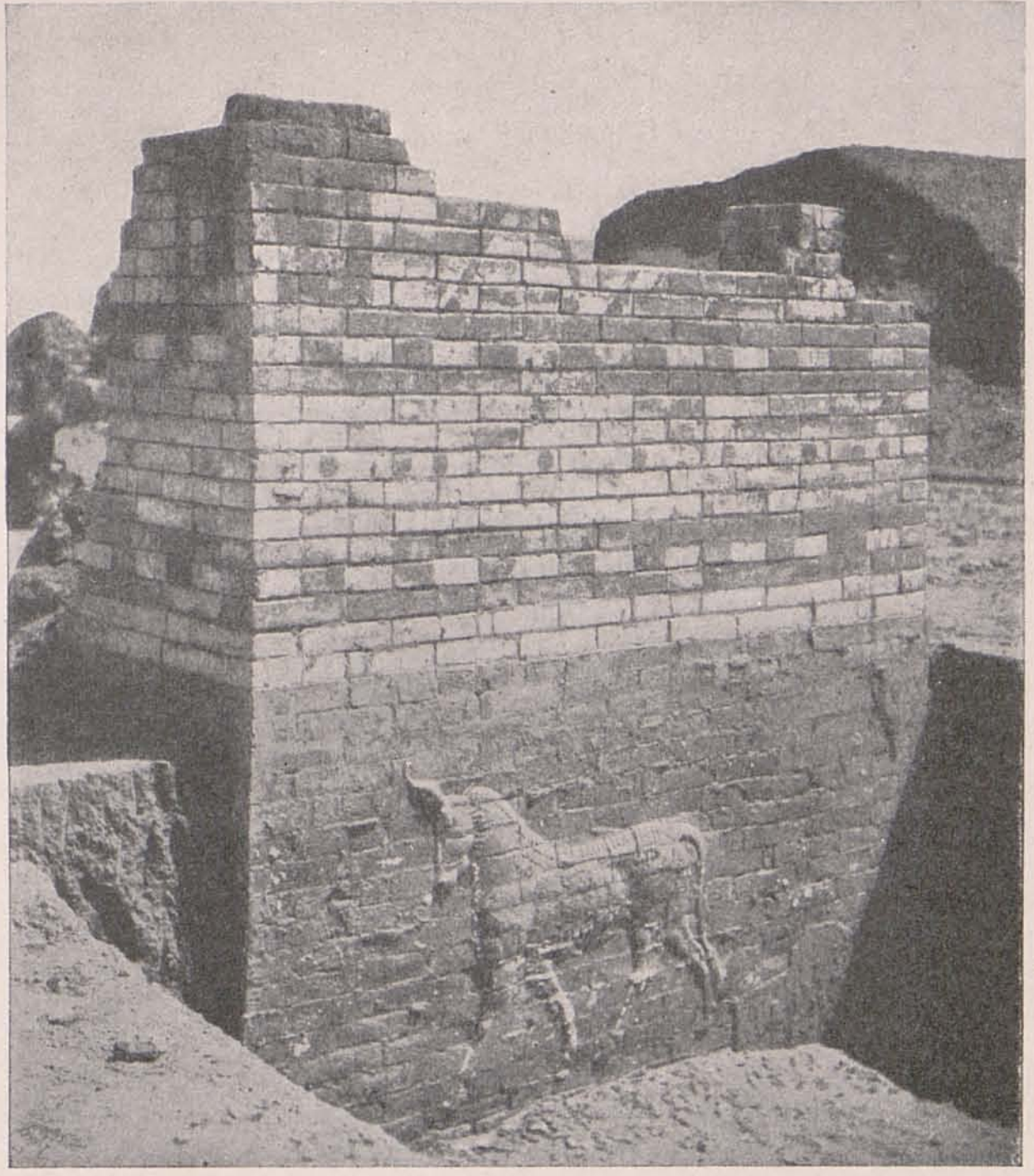
Фрагмент Брами Іштар. Автор — Роберт Кольдевей, 1914 рік.

Справжнє відкриття Вавилона для науки пов'язують з діяльністю Роберта Кольдевея. У 1897 році, вражений знахідками Ост-Індійської компанії, він відвідав руїни. Наступного року (1898) було створено Німецьке східне товариство, щоб поширити зацікавлення сходом і назбирати необхідні кошти для майбутніх експедицій. У той же час створили Східний департамент музеїв Прусії, який мав займатися отриманням майбутніх знахідок. Із 1901 року Вільгельм II взяв товариство під свою опіку і почав його фінансувати.
Саме Кольдевей очолив перші повномасштабні розкопки міста, які проходили з 1899 по 1917 роки. Окрім нього в експедиції були задіяні й інші дослідники, зокрема: Вальтер Андре, Фрідрих Ветцель, Оскар Ройтер та Георг Буддензіг. Розкопки проходили на високому професійному рівні, для допомоги археологам залучалися й місцеві жителі. Розкопки Кольдевея допомогли відкрити матеріал нововавилонського, ахеменідського, селевкідського та парфянського періодів, а також давніших епох, хоча й в меншому об'ємі (розкопати нижні археологічні шари заважають ґрунтові води). Найбільш документованим виявиться нововавилонський період, коли місто досягло свого розквіту як столиця великої імперії (під час правління халдейської династії). Саме цей період найбільше згадується в Старому Завіті, почасти бо на царювання Навуходоносора II припав початок «Вавилонського полону». Могутність та багатство міста, яких воно досягло в той час, лягли в основу апокаліптичного образу Вавилона. Тому результати розкопок німецьких археологів зацікавили європейську спільноту.
Експедиції Кольдевея вдалося встановити, що в період розквіту Вавилон був великим, добре впорядкованим містом із міцною фортифікацією, розвиненою архітектурою і високим рівнем культури. Місто оточувало потрійне кільце стін та оборонний рів, а також додаткова зовнішня стіна для розмежування передмістя. Місто було сплановано як майже ідеальний прямокутник із периметром 8150 м і площею близько 4 км2, а якщо враховувати територію, яку охоплювала зовнішня стіна, то площа досягала 10 км². Вавилон був спланований дуже старанно: стіни були закладені відповідно до сторін світу (за місцевими уявленнями), вулиці перетиналися під прямим кутом і оточували центральний храмовий комплекс, який уявляв собою єдиний ансамбль. Річка Євфрат розділяла столицю навпіл на Західне та Східне місто; із Євфратом також з'єднувалася й система каналів міста, яка поставляла воду в усі квартали. Деякі вулиці були прикрашені мозаїкою із кольорової цегли. Більшість знайдених будинків боли одноповерхові, із зовнішнім світом місто сполучали вісім брам.
У Вавилоні розміщувалося багато храмів, присвячених різним богам — Іштар, Нанні, Ададу, Нінурті, але найбільше всього поважали покровителя міста і главу пантеону богів — Мардука. На його честь, в самому центрі столиці був зведений масштабний комплекс Есагіла із 7-поверховим зикуратом Етеменанкі — Вавилонською баштою висотою в 91 м. Проте Кольдевею вдалося розкопати лише частину Есагіли. Північніше, на місці теля Каср, розташовувалися фортифікації, які межували з Південним палацем Навуходоносора II; там же були знайдені склепінчасті конструкції, як тоді гадали — залишки Садів Семіраміди. Вхід у Вавилон перекривали масивні укріплення, шлях до якого проходив повз Північний палац (тель Бабіль) і аж до Брами Іштар. Цей шлях ще відомий як Процесійна дорога.
Одночасно проводилися розкопки декількох місць (від 3 до 5), кількість робітників, які розкопували телі, варіювалася від 150 до 250. Окрім Вавилона, одночасно велися розкопки у містах Борсіппа, Шуруппак та Ашшур, які з 1903 по 1913 рр. очолював Волтер Андре, один із колег Кольдевея.
Розкопки у Вавилоні допомогли визначитися із розташуванням важливих монументів, археологи створили мапи і зібрали дані в такій кількості, як ще ніколи не вдавалося зібрати в історії археології Месопотамії. На користь експедиції зіграло й те, що її очільник був архітектором за освітою, тому він був зацікавлений не тільки у знахідках, а й у збереженні пам'яток і старих будівель.
У 1913 році Кольдевей опублікував свої дослідження у книзі «Відновлення Вавилона» (нім. Das wiedererstehende Babylon), яку перевидавали аж до його смерті й яка досі залишається основним джерелом знань про археологію Месопотамії.
Усі артефакти, сотні клинописних табличок та частини Брами Іштар були відправлені до Німеччини, де друг і колега Кольдевея, Волтер Андре зібрав їх у композицію і реставрував браму у повну висоту. Композицію помістили до Музею Передньої Азії (Пергамський музей), де вона знаходиться й зараз. У 1917 році німецькі археологи покинули Вавилон через війська Антанти, які окупували прилеглі території. Усі знайдені у Вавилоні артефакти вони були змушені покласти у сховище, яке пізніше британські офіцери використовували як дім відпочинку, через що була втрачена значна частина знайдених предметів. Іракський музей, який створили у 1923 році, провів ревізію того що залишилося і в 1926 році знахідки було поділено між музеями Багдаду та Берліну.
Після того як Кольдевей покинув Вавилон, розкопки довгий час не відбувалися. Лише у 1956 розкопки були відновлено Німецьким археологічним інститутом під керівництвом німецького археолога Генріха Лензена. Лензен займався дослідженням і розкопками елліністичного театру. У 1962 році до нього приєднався Ганс-Йорг Шмід, який зосередився на розкопках зикурату Етеменанкі.
Починаючи з 1974 року Центр археологічних досліджень в Турині та Іраксько-італійський інститут археології розпочали нові розкопки, їх основною метою було підтвердження (чи коригування) даних німецької експедиції Кольдевея, особливо що стосувалося водоносної системи міста. Італійські археологи, яких очолив Джакомо Бергаміні, зібрали важливі дані, а у 1979—1980 рр., разом із командою з Іраку розкопали храм Набу, де знайшли велику кількість клинописних табличок. Роботи були перервані 1990 роком через Війну в Перській затоці.

### Реконструкція і занепад

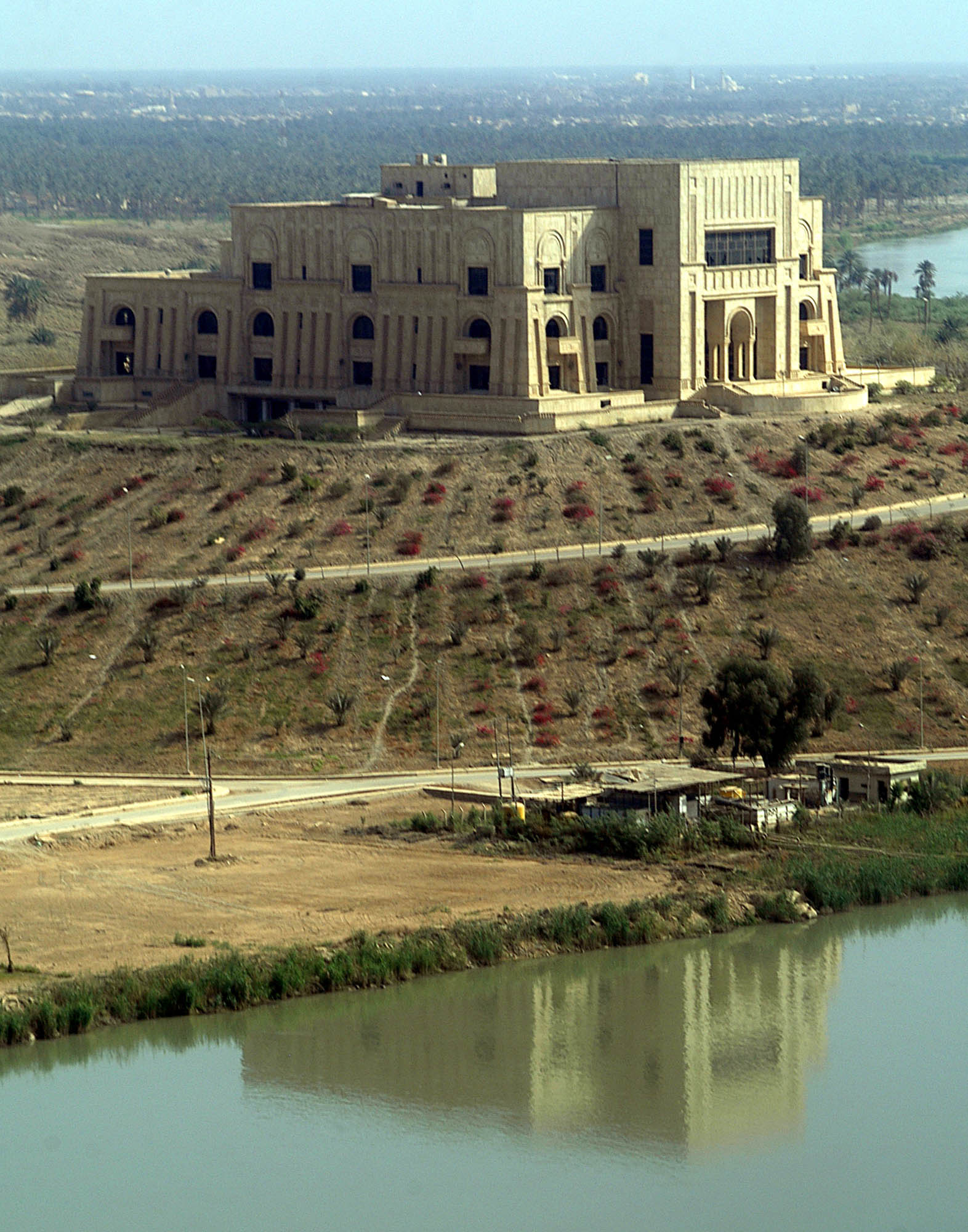
Один з палаців Саддама Хусейна на річці Євфрат. 2003 рік.

Наприкінці XX століття Вавилон став інструментом ідеологічної політики Садама Хусейна. Іракський президент вважав себе нащадком великих правителів давнини і тому наказав розпочати будівництво власної резиденції у Вавилоні. Крім того, він продовжував реконструкцію міста, проте виконувалося це варварським методом — без урахування стратиграфії, над старими руїнами зводилися нові споруди, добудовувалися старі тощо.
У 1960-70 роках іракські археологи розпочали процес відновлення старовинних пам'яток країни, зокрема храму Нінмах, а також проведення нових розкопок. Вавилон швидко став національним символом Іраку, а Лев Вавилона почав з'являтися на марках. Починаючи з 1978 року роботи з відновлення стали інтенсивнішими, це було пов'язано із бажанням Саддама Хусейна пов'язати свою генеалогію з національними героями, як от Хамураппі або Навуходоносор II. Відновлювалися стіни багатьох монументів, стіни фортифікацій і Брама Іштар, деякі споруди модифікувалися, як от Південний палац, чия тронна зала розширена для проведення там концертів, або античний театр, де встановлено 2500 сидячих місць для проведення тематичних вистав (наприклад, театральної адаптації Епоса про Гільгамеша). Садам Хусейн навіть залишив особистий підпис на деяких цеглинах, як це робили правителі Вавилона, і побудував свій палац на одному з пагорбів міста. У Вавилоні почали проводити фестивалі і свята, що непокоїло спільноту археологів, адже це заважало розкопкам і шкодило руїнам.
Найбільше руїни Вавилона постраждали під час вторгнення коаліційних сил до Іраку 2003 року. Під час конфлікту місце розкопок було обрано для зведення військового табору Camp Alpha на 2000 солдат. Дії американських та польських військових призвели до пошкодження багатьох будівель, особливо Брами Іштар; окрім цього розкрадалися й деякі частини споруд, частіше всього цегла. Військова база проіснувала із вересня 2003 року до грудня 2004 року, американські військові вибачилися за пошкодження й виділили кошти на реставраційні роботи.
5 липня 2019 року Вавилон визнано об'єктом світової спадщини ЮНЕСКО.

## Вавилон— перший мегаполіс

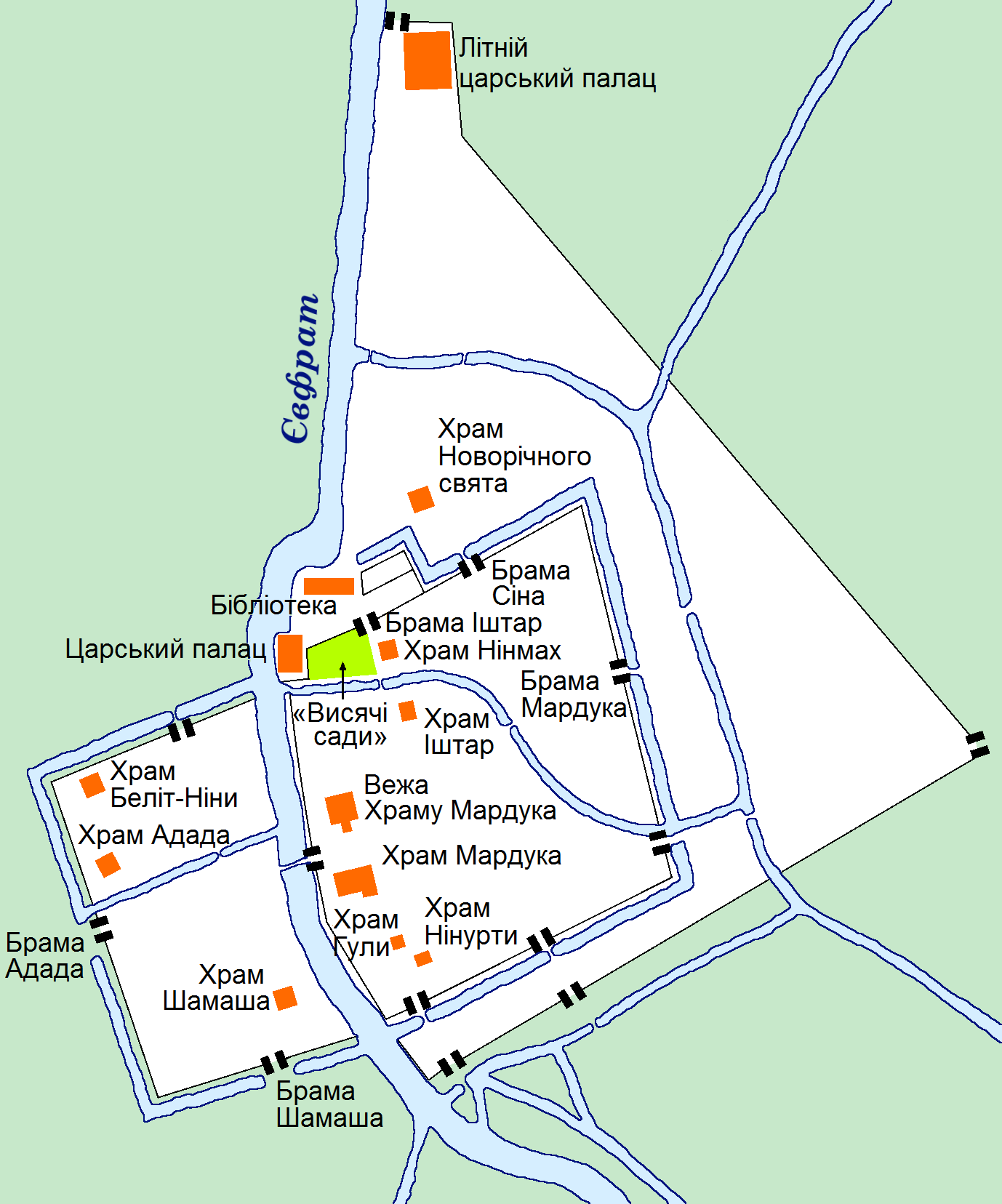
План міста Вавилон.

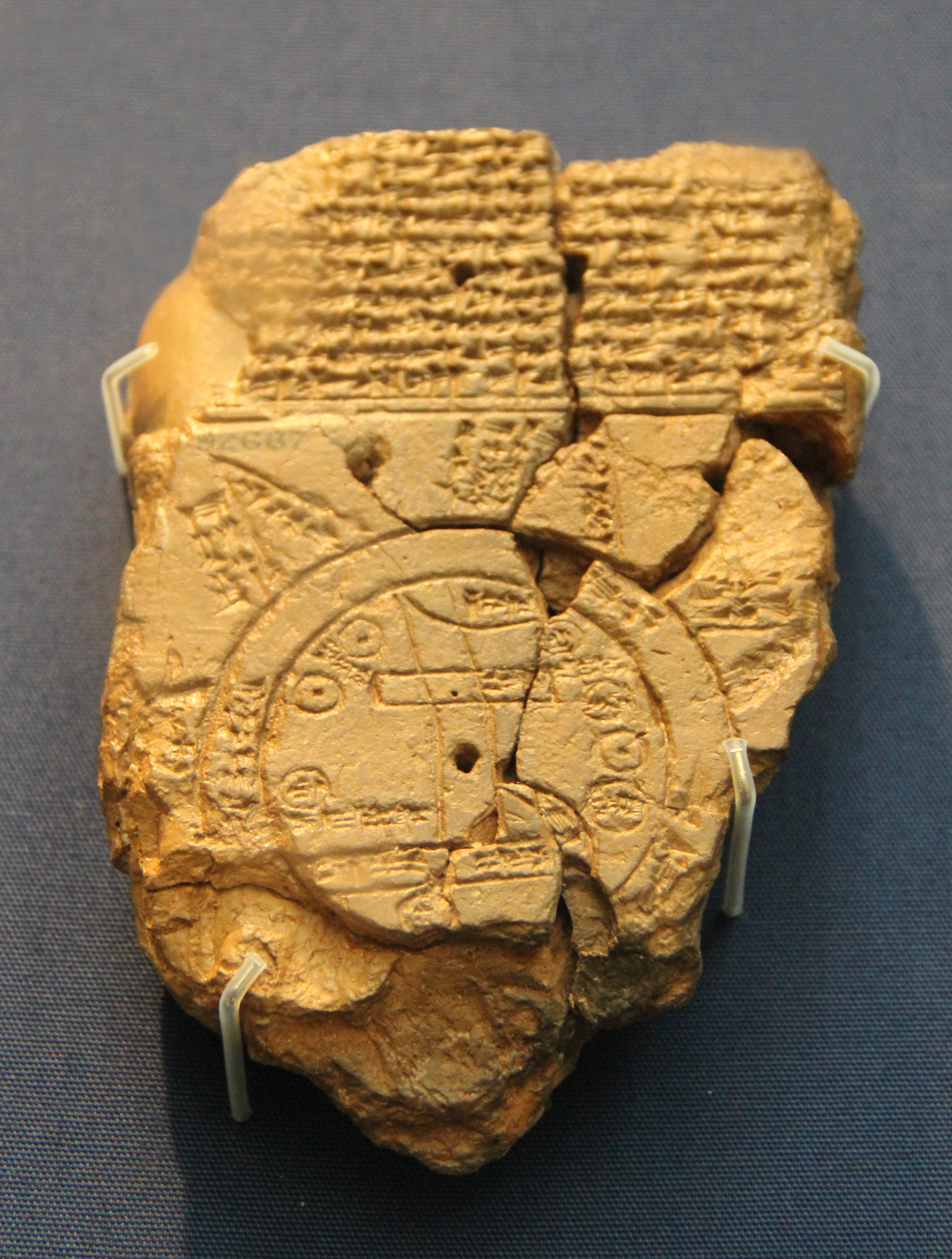
Вавилонська мапа світу, де Вавилон зображено в центрі. VI—V ст. до н. е.

Тривалі археологічні розкопки, вивчення клинописних джерел, а також предметна база допомогли створити цілісне уявлення про місто. Скоріше за все, форму прямокутника архітектура міста отримала під час правління каситів. У час свого розквіту, площа міста за приблизними підрахунками сягала 1000 гектарів. Підрахувати точну кількість населення неможливо; по перше — до нас не дійшло точних даних щодо жителів міста; а по друге — існувала значна міграція населення. Більшість істориків сходиться на тому, що в місті могло проживати в середньому 100 000 жителів (під час правління Навуходоносора II в місті могли проживати близько 200 000 жителів). У будь якому разі, це було місто з високою щільністю населення, особливо в період між Нововавилонським царством та Імперією Ахеменідів, яке можна вважати першим в світі «мегаполісом».
Громадська територія міста досить слабо досліджена; найбільше розкопок проводилося в центральній частині міста, особливо біля храмів. Завдяки клинописним табличкам були ідентифіковані (й почасти названі) важливі структурні частини міста: вали, канали й деякі жилі райони. Ці незначні джерела висвітлили для дослідників аспекти життя давніх вавилонян, які згодом були підкріплені археологічними знахідками.
Місто оточували потрійне кільце стін із периметром близько 8015 м, водний рів, а також зовнішня стіна, яка охоплювала значну частину передмість. Фортифікаційні споруди захищали головний, північний вхід до міста, із боку Брами Іштар; окрім того, в північній частині передмістя знаходився Літній палац Навуходоносора II, який було виконано у вигляді фортеці, а на річці Євфрат було побудовано особливе укріплення, яке захищало стіни міста від сили течії.
Вулиці перетиналися під прямим кутом, деякі з них були оздоблені кольоровою плиткою. У Вавилоні була облаштована брукована набережна; через місто проходило багато каналів, які постачали воду до житлових кварталів; також у місті було декілька мостів, палаци, велика кількість храмів, а також грандіозні споруди — зикурат Етеменанкі (можливо, біблійська Вавилонська вежа) і одне з чудес світу — сади Семіраміди. Більшість споруд були прикрашені глазурованою цеглою, барельєфами, фризами; поверхи зикурату були різного кольору. Геродот, який ймовірно відвідав Вавилон у V ст. до н. е. назвав його найкрасивішим містом з усіх, що він знав.

### Устрій міста та поділ на райони
Вавилон можна умовно поділити на дві частини — Східне та Західне місто.
«Східне місто», або «Старе місто» розташовувалося на лівому березі Євфрату (на плані — праворуч); від річки до найсхіднішої точки міста — близько 450—500 гектарів; тут розташовані головні монументи міста, зона палаців (на телі Каср), а також храм Мардука, храмовий комплекс Есагіл із зикуратом Етеменанкі на півночі. Саме тут, на схід від культових споруд, розкинувся центр міста (тель Меркес), де знаходилися жилі райони. Згідно зі збіркою топографічних текстів Tintir, ця частина міста поділялася на шість районів:
- Еріду (Eri-du10ki) — найстаріший район міста, чиї чотирнадцять храмів роблять його релігійним центром Вавилона. Саме тут розташовувався великий храмовий комплекс головного божества Мардука — Есагіл, а також зикурат Етеменанкі; останній був частково розкопаний експедицією Кольдевея і лежить біля телю Амрані-ібн-Алі; залишки східної основи зикурату можна досі побачити на північ від Амрані, в частині району, яку називають Сахн; на півночі район межував із районом Кадінгірра через Головну браму, на півдні — із районом Шуанна та Ринковою брамою. На заході район упирався у річку; біля річки, проте в межах комплексу Есагіл, розташовувався храм на честь бога Еа — Екарзагінна. Разом із храмом Екарзагінна в Есагілі знаходилося 14 храмів: головне святилище Есагіла, зикурат Етеменанкі, храм Екарзагінна (на честь Еа), храм Ерабрірі (на честь Мадану, місцевого божества-судді), Егальмах (на честь Гули), Енамтаггадуха (на честь аморейсього бога-громовержця Амурру), Еалтіла (на честь Адада), Етуркаламма (на честь Іштар), Енітенна/Енітенду (на честь Сіна), Есагдільаннагідрутуку (на честь великого візира богів Ніншубура), Езідагішнугаль (на честь Думузі), Егішлаанкі (на честь Набу), Егузаламах (на честь Нінгішзіда) та Есаггашарра (на честь богині Ануніт, спочатку епітету Іштар, а потім — окремого божества війни).
- Шуанна (Šu-an-naki) — район на півдні від Еріду, займає більшу частину пагорбу Ішан-ель-Асвад. Межею на півночі є Ринкова брама, на півдні — міські стіни та Брама Ураша, на заході — річка Євфрат, на сході — район TE.Eki. В районі знаходилися два храми: Ехурсагтілла (на честь Нінурта) та Ешасурра (на честь богіні Ішхари, можливо покровительки родючості), останній зустрічається лише в одному топографічному тексті, тому його місцезнаходження викликає багато питань; імовірним відповідником може бути «Храм Z», руїни якого розкопав Роберт Кольдевей біля міської стіни. Через квартал також проходила Процесійна дорога Набу (Nabû-dayyān-nišīšu), яка вела від храмового комплексу Есагіл і аж до Брами Ураша.
- Кадінгірра (KÁ.DIG̃IR.RAKI) — район на півночі від Еріду, займав частину телів Каср та Меркес. Межею на півночі є міські стіни та Брама Іштар, на півдні — район Еріду та Головна брама, на заході — берег річки, на сході район Нове місто. В топографічних текстах згадується чотири основні храми, що відповідає кількості розкопаних споруд: Емах (на честь Нінмах), Емашдарі (на честь Іштар), Еніггідаркаламмашумма (на честь бога Набу) та Ехілікаламма (на честь Ашратум). У Кадінгіррі також розташовувалися адміністративний та фортифікаційний центри міста; тут був збудований палацовий ансамбль халдейських правителів. Кадінгірра — найбільш досліджений і розкопаний район Вавилона.
- Нове місто (ālu GIBILki, ālu eššuki) — район на північному сході від району Куллаб, почасти співпадає із телєм Хомера. На півдні межує з районом Куллаб (біля храму Екітушгірзаль); на заході — з районом Кадінгірра; на сході й заході обмежувався міськими стінами. Район Нове місто напрочуд детально описано в багатьох джерелах[69]; в архівних комерційних документах старовавилонського періоду, які були розкопані Робертом Кольдевеєм, можна часто зустріти район під назвою «Нове місто на сході»; саме в цей час могло відбуватися значне розширення міста, одночасно на сході і на заході, тому не дивно, що такий район з'явився й у Вавилоні. Схоже, що це народна назва району, яка пізніше закріпилася у державних документах. Район міг бути комерційним центром Вавилона; в текстах згадується про три храми, проте жоден з них не було розкопано: Еурунанам (на честь Набу), Екітушгірзаль (на честь Іштар) та Еандасаа (теж на честь Іштар). Більша частина кварталу була зруйнована, коли річка змінила своє русло. В елліністични період в районі побудували велику кількість споруд; були збудовані наприклад, театр і палестра.
- Куллаб (Kul-aba4ki) — район на заході від Еріду. На півночі межував із Новим містом (до храму Екітушгірзаль), на півдні — із районом TE.Eki, на сході обмежувався міськими стінами та Брамою Мардука. Згідно із джерелами тут знаходилося чотири храми, жоден не було розкопано: Егішнугаль (на честь Сіна), Емекілібурур (на честь Шаррат-Ларса, можливо мається на увазі богиня світла Айа), Еургубба (на честь Пісангунука, бога покровителя району) та Есаг (на честь Лугальбанди). Також в Куллабі знаходилася споруда Біт-реш-Акіту, або «Храм початку фестиваля Акіту», яка могла бути пов'язана із святкуванням Нового року.
- TE.Eki — район, що знаходився в південно-східній частині міста; точне прочитання невідоме, можливо Касірі чи Те; на півночі межував із Новим містом, на заході — із Шуанною, на півдні закінчувався міською стіною, яка окреслювала район і на сході, де також була Брама Забаби. У районі розташовувалися три незначні святилища: Екагула (на честь богів, що відносилися до групи аннунакі), Едуркуга (на честь богів, що відносилися до групи ігігі) та храм Емеуру (на честь Нанайя, богині краси).

У західній частині Вавилона («Західне місто», або «Нове місто») не проводилися розкопки, тому єдиним джерелом інформації залишаються топографічні тексти. Відомо, що «Нове місто» розділялося на чотири райони:
- Кумар (Kumar) — найстаріший район «Західного міста» і його релігійний центр. Тут знаходилися сім храмів: Енамтіла (на честь Енліля), Еешмах (на честь Еа), Екадімма (на честь Белілі), Емескілла (на честь Амурру), Едікукаламма (на честь Шамаша), Еесіркаламма (на честь Пісангунука) та Енамхе (на честь Адада).
- Туга (Tu-ga) — район у південній частині «Західного міста». Із топографічних текстів відомо про три святилища: Екітушгарза (на честь Іштар), Есабад (на честь Гули) та Ешіддукішарра (на честь Набу).
- Район, назва якого не дійшла до нас через пошкодження джерел. Знаходився в західній частині «Західного міста», простягаючись від міських стін та Брами Адада до району Кумар. Розкопки не проводилися; в джерелах відсутня яка-небудь інформація про район чи про якісь важливі будівлі.
- Баб-Лугал'їрра (Bāb-dLugal-ir9-ra) — район на півночі «Західного міста». На півночі межею були міські стіни та Брама Енліля, на заході — річка Євфрат, східна — храм Егішхуранкіа. Тут були три храми: Енінмах (на честь Нуску), Егішхуранкіа (на честь Белет-Нінуа) та Ебурсаса (на честь Шари).

На відміну від самого міста, передмістя досліджувалося мало. Там знаходилися фортифікаційні споруди, храми, палаци, будинки багачів та простого населення, посівні поля тощо. За Навуходоносора II значна частина передмістя «Східного міста» була оточена Зовнішньою стіною; в той же час там побудували Літній чи Північний палац. Через передмістя проходила знаменита Процесійна дорога; там же знаходилися дві великі фортеці, що охороняли вхід у місто біля Брами Іштар. Із клинописних джерел відомо про деякі частини передмістя: Лаббаната, Біт-шар-Бабілі (елітний район біля Літнього палацу Навуходоносора II) тощо. Археологи також знайшли тут Біт-Акіту (Храм Акіту, або Храм Нового року), який знаходився біля одної з фортець.

### Захисні споруди міста

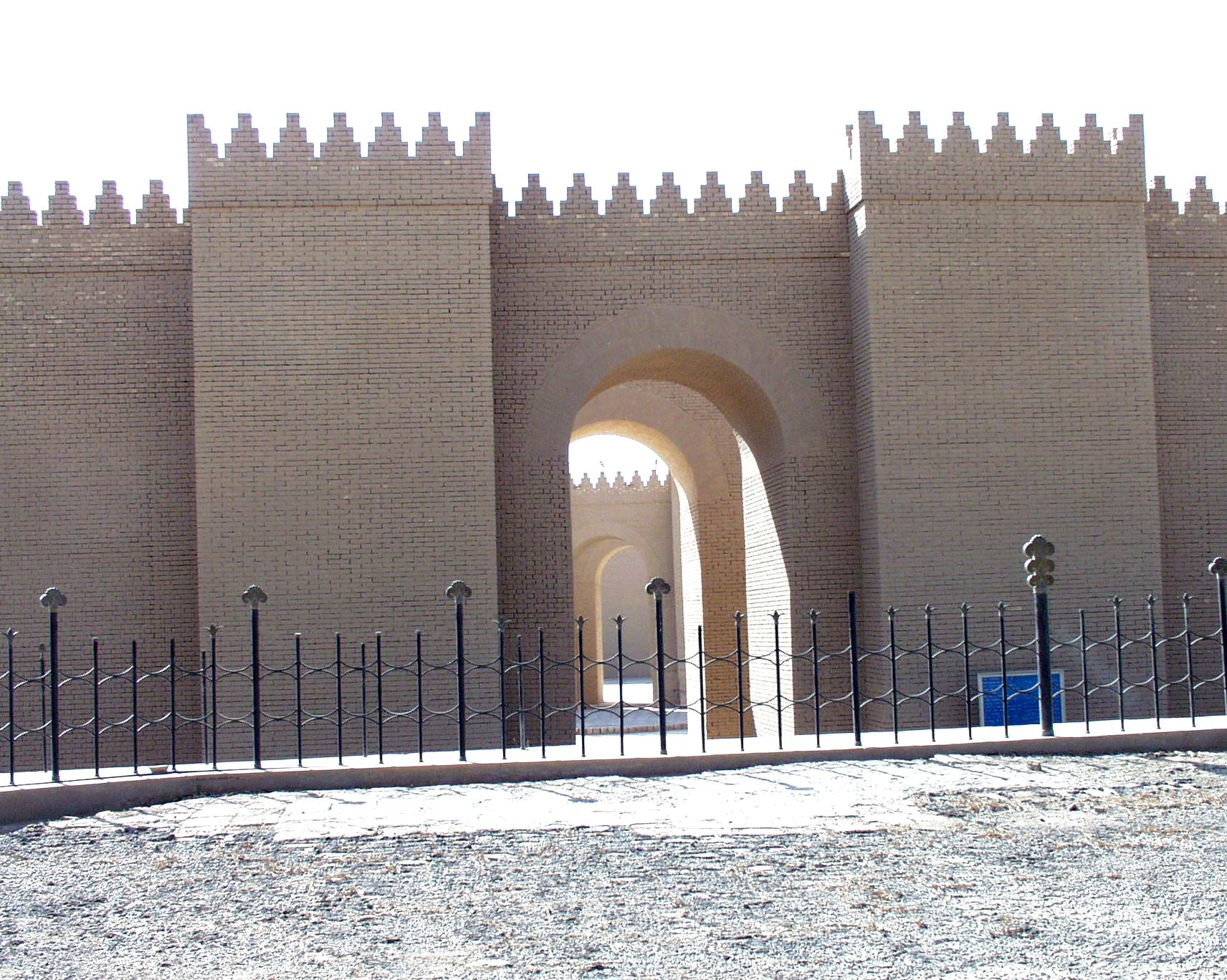
Стіни Вавилона. Сучасна реконструкція.

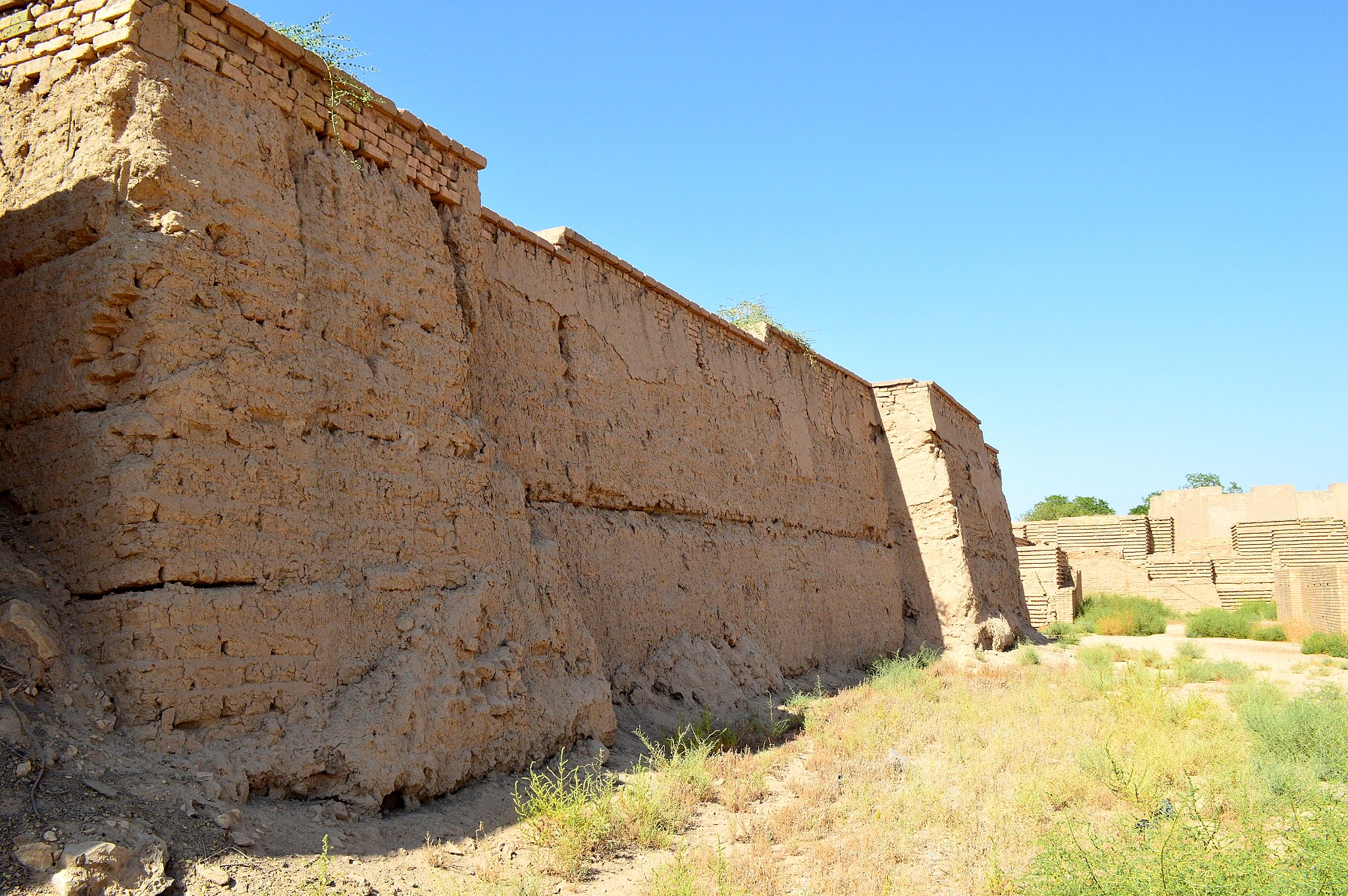
Зовнішня стіна міста, VI ст. до н. е.

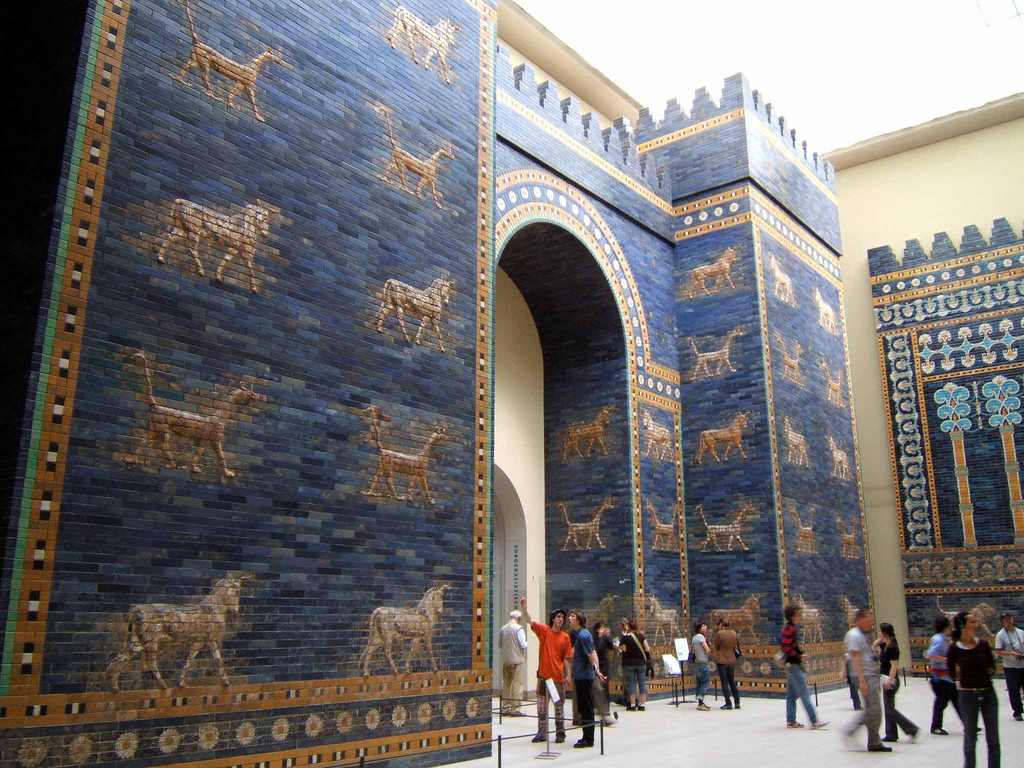
Брама Іштар, реставрація. Пергамський музей.

Фортифікаційна система Вавилона складалася з декількох шарів. Перший шар фортифікацій оперезував внутрішню частину міста з обох боків Євфрату. Далі місто захищали фортифікації, розташовані у вигляді трикутника, вони окреслювали зовнішню частину міста. Тексти часів Навуходоносора II також описують деякі фортифікаційні споруди знаходилися недалеко від міста для сповільнення ймовірних ворогів: на півночі, в напрямку міста Кіш та в напрямку міста Сіппар.
Зовнішня стіна захищала місто зі східного берегу річки Євфрат, а також включала західну частину внутрішнього міста, тому її можна вважати першим оборонним рубіжем. За контуром стіна нагадувала трикутник (чи радше трапезоїд) і простягалася на 12-15 км. На даний час було розкопано близько 800 метрів стіни. Перед стіною був рів, наповнений водою. Через кожні 30-50 метрів на стіні стояли захисні споруди (башти). У деяких топографічних текстах йдеться про 120 башт та 5 входів (брам). Археологічні розкопки не знайшли частини стіни, яка б закривала західну частину біля річки Євфрат; досі невідомо чи це була помилка архітекторів, чи стіна була знищена (і повністю зникла) в пізніший період.
Внутрішні укріплення складалися з двох стін протяжністю близько 8 кілометрів, між стінами був простір 2-3 км. Внутрішня стіна називалася Імгур-Енліль («Енліль забажав»), а зовнішня — Німіт-Енліль («Пристанище Енліля»). Після їх знищення Сін-аххе-ерібою, вони були відбудовані Набопаласаром та Навуходоносором II. Внутрішня частина стіни була завтовшки в 6,5 метрів, між стінами була порожнина в 7,2 метри, а далі — зовнішня частина завтовшки 3,72 м. У 20 метрах від стіни був рів, який сполучався із Євфратом й був 50 метрів завтовшки. Загалом зовнішні укріплення простягалися на 100 метрів вшир і складали основний захист міста. Дві великі фортеці захищали найвразливіші точки міста: сектор палаців (а саме Північний палац) та з боку ріки Євфрат.
У збірці топографічних текстів Tintir згадується про вісім брам внутрішньої стіни, які були названі на честь важливих богів; до них вели однойменні дороги.
- Брама Ураша (аккад. abul dUraš) — південний портал «Східного міста»; найперше згадуються в текстах часу Набопаласара та Навуходоносора II. Від брами йшла дорога в бік міста Дільбат, де знаходився центр поклоніння Урашу.
- Брама Забаби (аккад. abul dZa-ba4-ba4) — найпівденніша східна брама «Східного міста»; Вперше згадуються в документах часів Сін-аххе-еріба та комерційних документах Нововавилонського царства. Від брами вела дорога до міста Кіш.
- Брама Мардука (аккад. abul dMarduk) — друга східна брама «Східного міста»; Не зважаючи на те, що браму названо на честь головного божества міста, вона була менш оздоблена ніж Брама Іштар. Її розкопали у 1914 році і відбудували у 1978 році. Сучасна висота споруди — 13 метрів.
- Брама Іштар (аккад. abul dIštar) — найбільша за розмірами та за кількістю оздоблення брама, що знаходилася у північній частині міста, на Процесійній дорозі. Брама з'єднувала Північний палац, святилище Мардука (храмовий комплекс Есагіла) та зикурат Етеменанкі]. Брама приблизно 50 метрів завдовжки, оздоблена зображеннями драконоподібної істоти мушхушшу та бика. Ці тварини, разом із левами на Процесійній дорозі, мали оберігати місто від зовнішніх загроз. Кожен з боків брами (башти) — 12 метрів заввишки. На цеглі зустрічаються написи, де згадується і прославляється Навуходоносор II. Під час святкування Нового року, через браму проходила процесія на честь богів. Зруйновану браму реконструйовано в 1930-х роках у Пергамському музеї в Берліні з матеріалу, знайденого Робертом Кольдевеєм.
- Брама Енліля (аккад. abul dEN.LÍL) — портал «Західного міста»; найімовірніше — на північній частині стіни.
- Царська брама (аккад. abul šarri) — портал «Західного міста»; найімовірніше — на західній частині стіни.
- Брама Адада (аккад. abul dAdad) — портал «Західного міста»; найімовірніше — на західній частині стіни, але південніше Царської брами.
- Брама Шамаша (аккад. abul dŠamaš) — портал «Західного міста»; найімовірніше — на південній частині стіни.

### Річка і водні канали

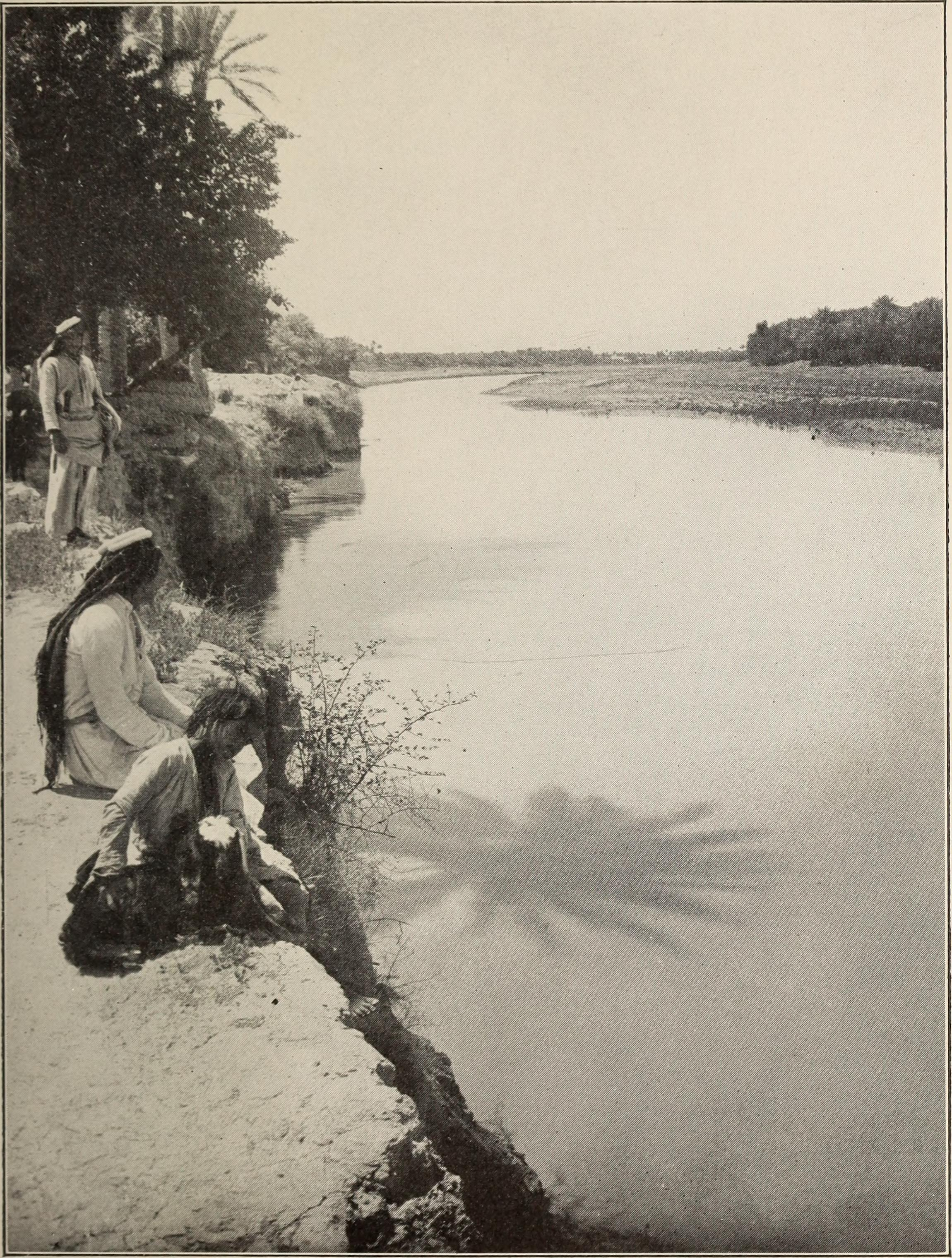
Річка Євфрат, на південь від Вавилона, 1915 рік.

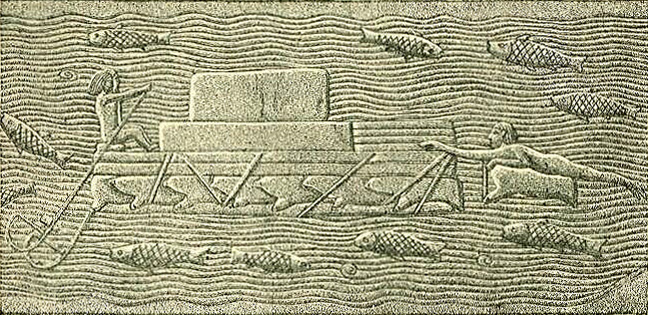
Транспортування товарів на саморобному човні «келек», чия плавучість покращувалася завдяки козячим шкурам, які наповнювали повітрям.

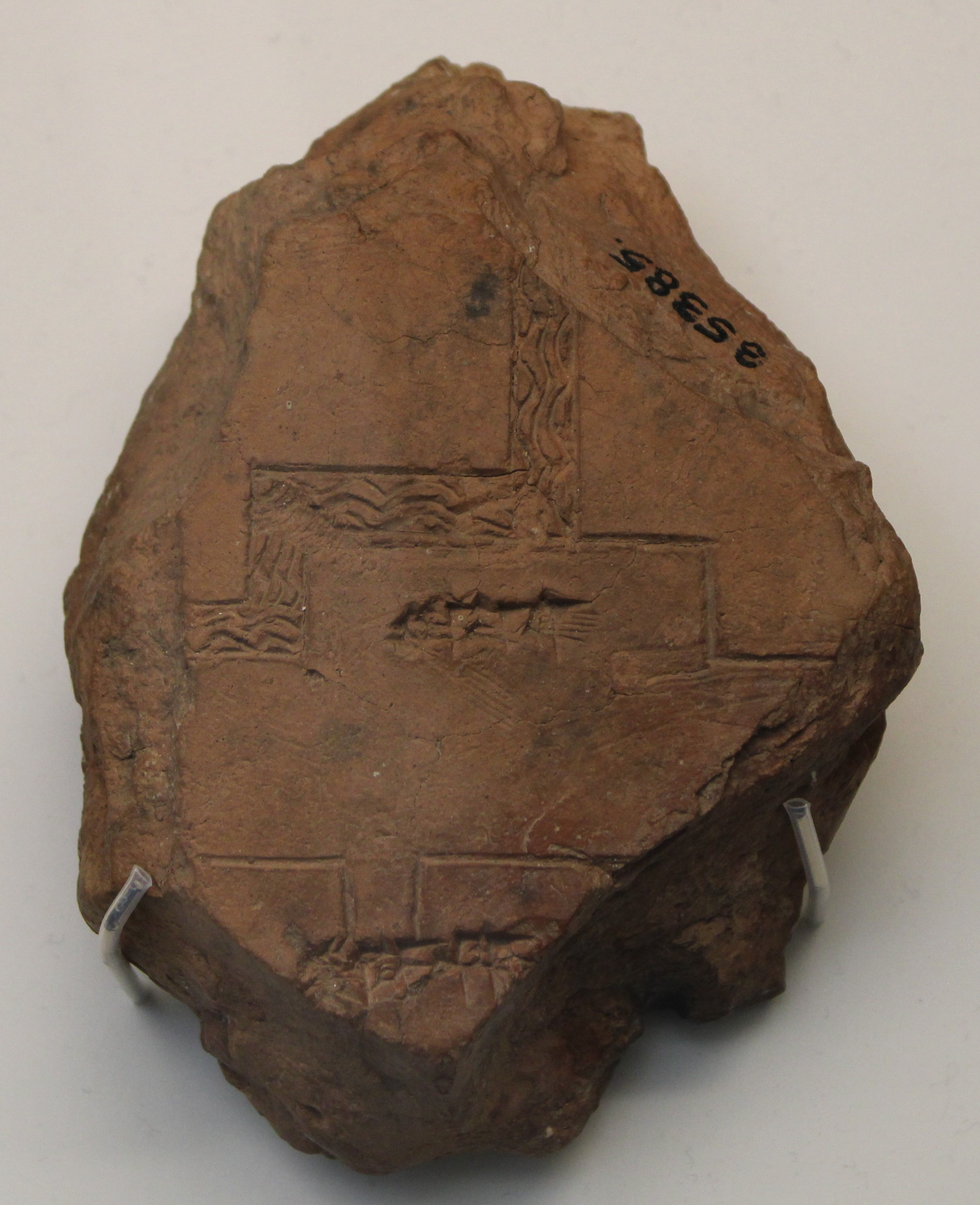
Уламок глиняної таблички, мапа Вавилона. На фрагменті зображено район Туба. На малюнку можна побачити канал і частину стіни. Можливо із Вавилона, 600—500 рік до н. е.

Найголовнішою «артерією» міста безумовна була річка Євфрат, що й не дивно, адже саме вона спонукала людей заселити цю місцевість, що згодом призвело й до утворення міста. Річка була головним джерелом питної води та риби, її води використовували для наповнення іригаційних каналів та захисних ровів. Окрім того, річка сполучала Вавилон із іншими містами й торговими партнерами; її використовували для транспорту будматеріалів та товарів на продаж. Саме портова набережна стала комерційним центром міста, недалеко від місця розвантаження товарів був облаштований торговий майданчик (kāru), де торгували як товарами місцевого виробництва, так і товарами з далеких земель.
Для пожвавлення й спрощення торгівлі, доки в східній частині міста були реконструйовані за часів Навуходоносора II. Територія доків була рівна (нагадувала площу), укривалася стінами і в деяких місцях були створені штучні канали для легшого переміщення товарів й кораблів. Із комерційних текстів часів Дарія I відомо, що існував податок на усі товари які розвантажувалися в доці; податок вираховували в залежності від ціни вантажу.
Найголовнішою спорудою, пов'язаною із річкою, безумовно був міст. Він був 120 метрів завдовжки й сполучав «Західне місто» та «Східне місто». Про міст писали ще Геродот та Діодор Сицилійський; розкопки ж мосту стали можливими завдяки зміні русла річки. Міст стояв на семи опорах із каменю й цегли, три з яких були модифіковані для проходження кораблів між ними. Основна (прохідна) частина була виконана із деревини. Якщо вірити Геродоту, дерев'яні балки мосту знімали вночі, щоби завадити вільному проходу до міста та крадіжкам, а вдень знову стелили й міст продовжував виконувати своє призначення[джерело?]. Із текстів також відомо, що міст охороняли три вартові, які відповідали за податок на товари.
Русло річки було змінено, щоб вона могла постачати воду в численні канали, які далі направляли воду в розлогу систему іригацій. У топографічних текстах згадується близько 20 каналів у міста; одним із найбільших був канал Лібіл-хенгала («Нехай дарує достаток»), який вів від річки, минав палаци і культові будівлі в центрі міста, аж до передмістя й полів. Обслуговуванням займалася місцева влада, особливо через той факт, що вони мали й захисну функцію і були інтегровані в фортифікаційну систему міста.
Проте у водах річки чаїлася і небезпека з якою доводилося боротися місцевим жителям. У нововавилонський період води річки значно піднялися, тому очільникам довелося піднімати й підпирати усі основні споруди, які знаходилися коло річки. Окрім того, до річки йшли дренажні канали, через які до неї потрапляли відходи і дощова вода. Це ще більше погіршувало ситуацію й почасти річка виходила з берегів чим несла загрозу як будівлям, так і місцевим жителям. У часи Навуходоносора II були зведені додаткові укріплення, які захищали палаци від дії води.
За весь час річка часто змінювала свій напрямок чим створювала додаткові проблеми для міста, а іноді навіть затоплювала цілі райони.

### Внутрішній план міста: дороги й житло

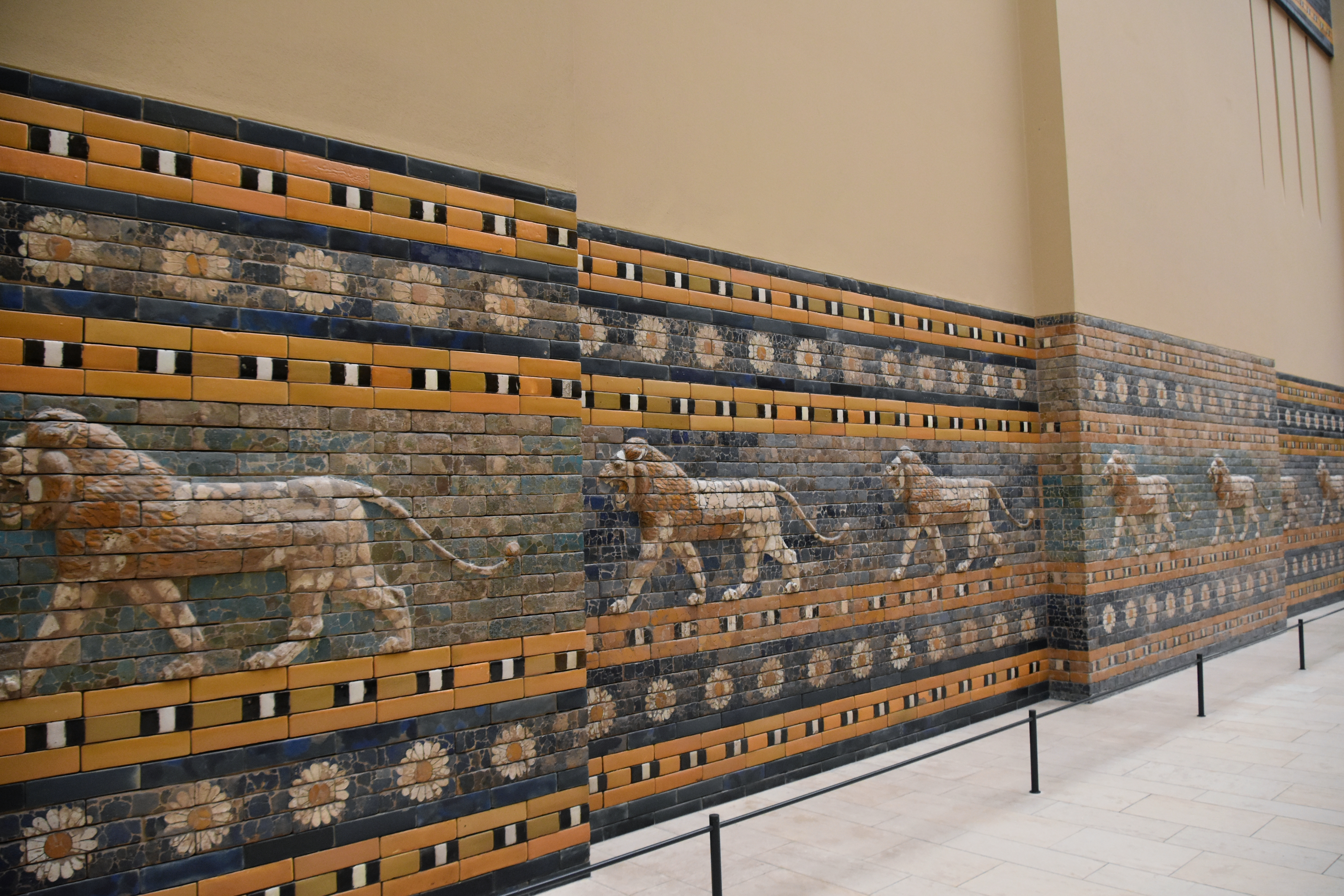
Оздоблення Процесійної дороги, виконане під час правління Навуходоносора II. Реконструкція, Пергамський музей.

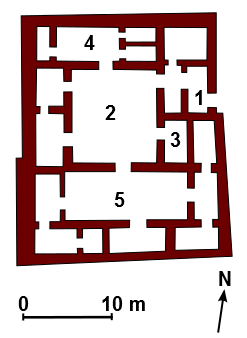
Житловий будинок розкопаний в телі Меркес у Вавилоні, VI ст. до н. е. На плані зображено: 1 — вхід; 2 — головна зала; 3 — вітальня; 4 — кухня; 5 — приватні кімнати.

Дороги також відігравали важливу роль в розбудові міста. Відомо, що від кожної брами йшов розлогий шлях крізь все місто, але найбільш описаною є Процесійна дорога (Ай-ібур-шабу, «Нехай зарозумілий ворог не пройде»). Вона починалася коло Брами Іштар, йшла крізь Кадінгірру, минала храми на честь Нінмах та Набу, і йшла аж до району Еріду. Там всі процесії на честь Мардука повертали в головна брама Есагіли, де скоріше за все й закінчувалася Процесійна дорога. Через її важливе релігійне значення, це була розлога (завширшки в 20 метрів) вулиця, оздоблена глазурованою цеглою й зображеннями левів обабіч. В деяких текстах її ще називали дорога Процесій Мардука.
Через те що міста в Месопотамії існували як окремі держави, вони не потребували значних дорожніх сполучень між собою. В містах теж майже не прокладали дороги, окрім важливих процесійних доріг. Між будинками проводили ґрунтові дороги, які під час паводків або сильних дощів перетворювалися на грязюку, тому частіше всього торгові каравани і армії послуговувалися водними шляхами, як безпечнішим і швидшим способом пересування.
Єдиний житловий район, який вдалося розкопати дослідникам, знаходився на телі Меркес, на схід від Процесійної дороги і Есагіли, між старими кварталами Кадінгірри, Еріду та Шуанни. Дороги в кварталі були вузькі, майже прямі й перетиналися під прямими кутами. Раніше дороги могли бути ідеально прямими, але з часом їх необхідно було відновлювати через нетривкість матеріалу, що й викликало розбіжності зі старішою забудовою.
У джерелах навпрочуд мало інформації про житлові райони міста, особливо якщо зважити на їх можливу кількість. Розкопаний район у телі Меркес є одним із найстаріших; будинки стояли обабіч дороги, кожен 40-80 метрів завдовжки. Будинки робили з цегли, в них було мінімум 8 кімнат і максимум — 20. Всі кімнати розташовувалися навколо головної зали, яка зазвичай могла бути без даху, її призначення невідоме. Будинки скоріше за все були одноповерхові (проте Геродот писав про 3 або 4 поверхи). Знайдені меблі були простими: частіше за все глиняні підставки для готування їжі, гончарні вироби, подекуди знаходили статуетки різних демонів, які несли охоронну функцію.

### Жителі Вавилона: суспільство та економіка
Клинописні таблички, знайдені в житлових районах Вавилону, проливають світло на тогочасне населення міста, частіше — на економічну діяльність найбагатших із них. Про життя звичайних людей відомо мало. Більшу частину часу Вавилон мав доволі космополітне населення, окрім корінних жителів в місті перебували вигнанці з інших міст, купці, солдати і робітники із Сирії, Леванту, і пізніше з Персії та Греції.
Відповідно до джерел, знайдених в районі теля Меркес, ми знаємо про те, що там жили заможні сім'ї, які наповнювали бюджет міста через податки зі свого бізнесу, частіше всього пов'язаного із орендою та перепродажем житла. Цікаву історію про одну таку сім'ю ми знаходимо в архівах, знайдених у районі Шуанни. Вони були нащадками відомого Дому Егіби. Перше покоління, на чолі якого стояв чоловік на ім'я Шулая, розбагатіло на місцевій торгівлі їжею. Друге покоління очолював його син, чоловік на ім'я Набу-ахне-іддін, який отримав добру освіту й зміг стати суддею. З цього моменту сім'я добре інтегрувалася в економіку міста і стала «вавилонськими Медічі». З архіву сім'ї (близько 1700 глиняних табличок) можна зрозуміти як функціювала місцева економіка.
Проте Дім Егіби не були елітою міста до якої відносилися родичі королів. Єдиним персонажем у цій категорії, який ілюструється низкою архівів, є Бельшуну, намісник Вавилону для царів Ахеменідів у другій половині V століття до н. е, який був власником сільськогосподарських маєтків, розподілених по всій провінції. Нижчі верстви вавилонського суспільства задокументувані ще гірше. Скоріше за все існували постійні утриманці (наприклад, раби) установ (палаців і храмів), які домінували в економічному житті, а також вільні працівники, що складали доступну робочу силу (своєрідний пролетаріат) для пропонованої тимчасової роботи установ чи заможних сімей, особливо у будівництві, проте можна з упевненістю заявити, що частина жителів міста могла бути зайнята у сільськогосподарській діяльності.

## Сучасний Вавилон
Тисячі людей проживають у Вавилоні, а громади в ньому та навколо нього швидко розвиваються від компактних, густих поселень до розлогих передмість.